# Sydkorea i olympiska sommarspelen 2012

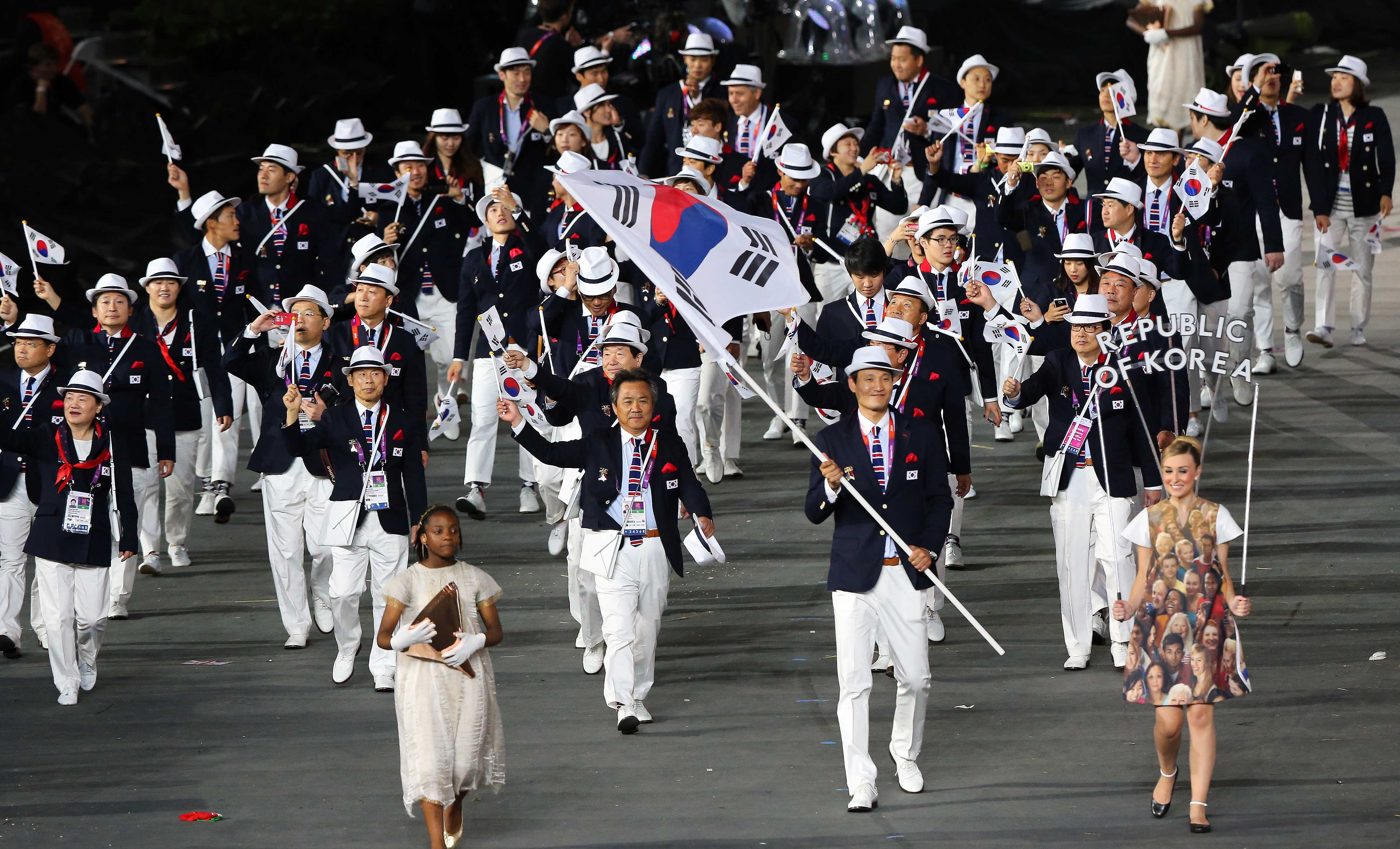
Den sydkoreanska truppen under invigningsceremonin.

Sydkorea deltog i de olympiska sommarspelen 2012 som ägde rum i London i Storbritannien mellan den 27 juli och den 12 augusti 2012.

## Medaljörer
| Medalj | Namn                                                 | Sport         | Gren                             |
| ------ | ---------------------------------------------------- | ------------- | -------------------------------- |
| Guld   | Kim Hyeon-woo                                        | Brottning     | Herrarnas 66 kg, grekisk-romersk |
| Guld   | Ki Bo-bae                                            | Bågskytte     | Damernas individuella            |
| Guld   | Oh Jin-hyek                                          | Bågskytte     | Herrarnas individuella           |
| Guld   | Lee Sung-jin Ki Bo-bae Choi Hyeonju                  | Bågskytte     | Damer lag                        |
| Guld   | Kim Ji-yeon                                          | Fäktning      | Damernas sabel                   |
| Guld   | Gu Bon-gil Won Woo-young Kim Jung-hwan Oh Eun-seok   | Fäktning      | Herrarnas sabel, lag             |
| Guld   | Yang Hak-seon                                        | Gymnastik     | Herrarnas hopp                   |
| Guld   | Kim Jae-bum                                          | Judo          | Herrarnas 81 kg                  |
| Guld   | Song Dae-nam                                         | Judo          | Herrarnas 90 kg                  |
| Guld   | Kim Jang-mi                                          | Skytte        | Damernas 25 m pistol             |
| Guld   | Jin Jong-oh                                          | Skytte        | Herrarnas 10 m luftpistol        |
| Guld   | Jin Jong-oh                                          | Skytte        | Herrarnas 50 m pistol            |
| Guld   | Hwang Kyung-seon                                     | Taekwondo     | Damernas 67 kg                   |
| Silver | Joo Se-hyuk Oh Sang-eun Ryu Seung-min                | Bordtennis    | Herrar lag                       |
| Silver | Han Soon-chul                                        | Boxning       | Herrarnas lättvikt               |
| Silver | Choi In-jeong Shin A-lam Jung Hyo-jung Choi Eun-sook | Fäktning      | Damernas värja, lag              |
| Silver | Park Tae-hwan                                        | Simning       | Herrarnas 200 m frisim           |
| Silver | Park Tae-hwan                                        | Simning       | Herrarnas 400 m frisim           |
| Silver | Choi Young-rae                                       | Skytte        | Herrarnas 50 m pistol            |
| Silver | Kim Jong-hyun                                        | Skytte        | Herrarnas 50 m gevär, 3 pos.     |
| Silver | Lee Dae-hoon                                         | Taekwondo     | Herrarnas 58 kg                  |
| Silver | Kim Min-jae                                          | Tyngdlyftning | Herrarnas 94 kg                  |
| Brons  | Jung Jae-sung Lee Yong-dae                           | Badminton     | Herrdubbel                       |
| Brons  | Im Dong-hyun Kim Bub-min Oh Jin-hyek                 | Bågskytte     | Herrar lag                       |
| Brons  | Sydkoreas herrlandslag i fotboll                     | Fotboll       | Herrarnas turnering              |
| Brons  | Choi Byung-chul                                      | Fäktning      | Herrarnas florett                |
| Brons  | Nam Hyun-hee Jung Gil-ok Jeon Hee-sook Oh Ha-na      | Fäktning      | Damernas florett, lag            |
| Brons  | Jung Jin-sun                                         | Fäktning      | Herrarnas värja                  |
| Brons  | Cho Jun-ho                                           | Judo          | Herrarnas 66 kg                  |
| Brons  | Jang Mi-ran                                          | Tyngdlyftning | Damernas +75 kg                  |
| Brons  | Jeon Sang-guen                                       | Tyngdlyftning | Herrarnas +105 kg                |

## Badminton
Damer
| Spelare                  | Gren      | Gruppnivå                             | Gruppnivå                                 | Gruppnivå                                     | Gruppnivå | Eliminering                          | Kvartsfinal                     | Semifinal                       | Final / brons                   | Final / brons                   |
| Spelare                  | Gren      | Motståndare Poäng                     | Motståndare Poäng                         | Motståndare Poäng                             | Placering | Motståndare Poäng                    | Motståndare Poäng               | Motståndare Poäng               | Motståndare Poäng               | Placering                       |
| ------------------------ | --------- | ------------------------------------- | ----------------------------------------- | --------------------------------------------- | --------- | ------------------------------------ | ------------------------------- | ------------------------------- | ------------------------------- | ------------------------------- |
| Bae Youn-joo             | Damsingel | Tee J Y (MAS) W (16–21, 21–15, 21–12) | Allegrini (ITA) W (21–11, 21–15)          | i.u.                                          | 1 Q       | Y Wang (CHN) L (21–15, 14–21, 14–21) | Gick inte vidare                | Gick inte vidare                | Gick inte vidare                | Gick inte vidare                |
| Sung Ji-hyun             | Damsingel | Kværnø (NOR) W (21–8, 21–5)           | Yip P Y (HKG) L (18–21, 21–23)            | i.u.                                          | 2         | Gick inte vidare                     | Gick inte vidare                | Gick inte vidare                | Gick inte vidare                | Gick inte vidare                |
| Ha Jung-eun Kim Min-jung | Damdubbel | Choo / Veeran (AUS) W (21–7, 21–19)   | Edwards / Viljoen (RSA) W (21–8, 21–7)    | Jauhari / Polii (INA) W (18–21, 21–14, 21–12) | 1 Q       | i.u.                                 | Diskvalificerade - matchfixning | Diskvalificerade - matchfixning | Diskvalificerade - matchfixning | Diskvalificerade - matchfixning |
| Jung Kyung-eun Kim Ha-na | Damdubbel | Bruce / Li (CAN) W (21–5, 21–11)      | Sorokina / Vislova (RUS) W (23–21, 21–18) | Wang Xl / Yu Y (CHN) W (21–14, 21–11)         | 1 Q       | i.u.                                 | Diskvalificerade - matchfixning | Diskvalificerade - matchfixning | Diskvalificerade - matchfixning | Diskvalificerade - matchfixning |

Herrar
| Spelare                     | Gren       | Gruppnivå                                     | Gruppnivå                              | Gruppnivå                                | Gruppnivå | Eliminering                        | Kvartsfinal                            | Semifinal                                   | Final / brons                            | Final / brons    |
| Spelare                     | Gren       | Motståndare Poäng                             | Motståndare Poäng                      | Motståndare Poäng                        | Placering | Motståndare Poäng                  | Motståndare Poäng                      | Motståndare Poäng                           | Motståndare Poäng                        | Placering        |
| --------------------------- | ---------- | --------------------------------------------- | -------------------------------------- | ---------------------------------------- | --------- | ---------------------------------- | -------------------------------------- | ------------------------------------------- | ---------------------------------------- | ---------------- |
| Lee Hyun-il                 | Herrsingel | Pacheco (PER) W (21–12, 21–7)                 | i.u.                                   | i.u.                                     | 1 Q       | J Jørgensen (DEN) W (21–17, 21–13) | Chen J (CHN) W (21–15, 21–16)          | Lin D (CHN) L (12–21, 10–21)                | Chen L (CHN) L (12–21, 21–15, 15–21)     | 4                |
| Son Wan-ho                  | Herrsingel | Ivanov (RUS) W (21–15, 21–19)                 | Hsu J-h (TPE) W (21–14, 21–10)         | i.u.                                     | 1 Q       | P Gade (DEN) L (9–21, 16–21)       | Gick inte vidare                       | Gick inte vidare                            | Gick inte vidare                         | Gick inte vidare |
| Jung Jae-sung Lee Yong-dae  | Herrdubbel | Bach / Gunawan (USA) W (21–14, 21–19)         | Kawamae / Sato (JPN) W (21–16, 21–15)  | Koo K K / Tan B H (MAS) W (21–16, 21–11) | 1 Q       | i.u.                               | Ahsan / Septano (INA) W (21–12, 21–16) | Boe / Mogensen (DEN) L (21–17, 18–21 20–22) | Koo K K / Tan B H (MAS) W (23–21, 21–10) | 3                |
| Ko Sung-hyun Yoo Yeon-seong | Herrdubbel | Cwalina / Łogosz (POL) W (17–21, 21–7, 21–13) | Isara / Jongjit (THA) L (15–21, 14–21) | Ahsan / Septano (INA) L (22–24, 12–21)   | 3         | i.u.                               | Gick inte vidare                       | Gick inte vidare                            | Gick inte vidare                         | Gick inte vidare |

Mixed
| Spelare                  | Gren        | Gruppnivå                             | Gruppnivå                             | Gruppnivå                           | Gruppnivå | Eliminering       | Kvartsfinal       | Semifinal         | Final / brons     | Final / brons |
| Spelare                  | Gren        | Motståndare Poäng                     | Motståndare Poäng                     | Motståndare Poäng                   | Placering | Motståndare Poäng | Motståndare Poäng | Motståndare Poäng | Motståndare Poäng | Placering     |
| ------------------------ | ----------- | ------------------------------------- | ------------------------------------- | ----------------------------------- | --------- | ----------------- | ----------------- | ----------------- | ----------------- | ------------- |
| Ha Jung-eun Lee Yong-dae | Mixeddubbel | Ahmad / Natsir (INA) L (19–21, 12–21) | Laybourn / Juhl (DEN) L (15–21 12–21) | Diju / Gutta (IND) W (21–15, 21–15) | 3         | Gick inte vidare  | Gick inte vidare  | Gick inte vidare  | Gick inte vidare  |               |

## Bordtennis
Damer
| Spelare                                             | Gren   | Inledande omgång     | Runda 1              | Runda 2              | Runda 3              | Runda 4              | Kvartsfinal           | Semifinal            | Final                | Final            |
| Spelare                                             | Gren   | Motståndare Resultat | Motståndare Resultat | Motståndare Resultat | Motståndare Resultat | Motståndare Resultat | Motståndare Resultat  | Motståndare Resultat | Motståndare Resultat | Placering        |
| --------------------------------------------------- | ------ | -------------------- | -------------------- | -------------------- | -------------------- | -------------------- | --------------------- | -------------------- | -------------------- | ---------------- |
| Kim Kyung-ah                                        | Singel | bye                  | bye                  | bye                  | Liu J (AUT) W (4–1)  | Yanfei (ESP) W (4–1) | Feng Tw (SIN) L (2–4) | Gick inte vidare     | Gick inte vidare     | Gick inte vidare |
| Park Mi-young                                       | Singel | bye                  | bye                  | bye                  | Póta (HUN) W (4–1)   | Li Xx (CHN) L (1–4)  | Gick inte vidare      | Gick inte vidare     | Gick inte vidare     | Gick inte vidare |
| Kim Kyung-ah Park Mi-young Seok Ha-jung Dang Ye-seo | Lag    | i.u.                 | i.u.                 | i.u.                 | i.u.                 | Brasilien W (3–0)    | Hongkong W (3–0)      | Kina L (0–3)         | Singapore L (0–3)    | 4                |

Herrar
| Spelare                               | Gren   | Inledande omgång     | Runda 1              | Runda 2              | Runda 3               | Runda 4                 | Kvartsfinal          | Semifinal            | Final                | Final            |
| Spelare                               | Gren   | Motståndare Resultat | Motståndare Resultat | Motståndare Resultat | Motståndare Resultat  | Motståndare Resultat    | Motståndare Resultat | Motståndare Resultat | Motståndare Resultat | Placering        |
| ------------------------------------- | ------ | -------------------- | -------------------- | -------------------- | --------------------- | ----------------------- | -------------------- | -------------------- | -------------------- | ---------------- |
| Joo Se-hyuk                           | Singel | bye                  | bye                  | bye                  | Kim H-B (PRK) L (2–4) | Gick inte vidare        | Gick inte vidare     | Gick inte vidare     | Gick inte vidare     | Gick inte vidare |
| Oh Sang-eun                           | Singel | bye                  | bye                  | bye                  | Freitas (POR) W (4–0) | Kishikawa (JPN) L (1–4) | Gick inte vidare     | Gick inte vidare     | Gick inte vidare     | Gick inte vidare |
| Joo Se-hyuk Oh Sang-eun Ryu Seung-min | Lag    | i.u.                 | i.u.                 | i.u.                 | i.u.                  | Nordkorea W (3–1)       | Portugal W (3–2)     | Hongkong W (3–0)     | Kina L (0–3)         | 2                |

## Boxning
Herrar
| Boxare        | Gren          | Sextondelsfinal      | Åttondelsfinal            | Kvartsfinal               | Semifinal                | Final                   | Final            |
| Boxare        | Gren          | Motståndare Resultat | Motståndare Resultat      | Motståndare Resultat      | Motståndare Resultat     | Motståndare Resultat    | Placering        |
| ------------- | ------------- | -------------------- | ------------------------- | ------------------------- | ------------------------ | ----------------------- | ---------------- |
| Shin Jong-hun | Lätt flugvikt | bye                  | Aleksandrov (BUL) L 14–15 | Gick inte vidare          | Gick inte vidare         | Gick inte vidare        | Gick inte vidare |
| Han Soon-chul | Lättvikt      | Eliwa (EGY) W 11–6   | Safarjants (BLR) W 13+–13 | Gaibnazarov (UZB) W 16–13 | Petrauskas (LTU) W 18–13 | Lomatjenko (UKR) L 9–19 | 2                |

## Brottning
Damer, fristil
| Brottare      | Gren   | Kvalomgång           | Åttondelsfinal       | Kvartsfinal          | Semifinal            | Återkval 1           | Återkval 2           | Final / brons        | Final / brons |
| Brottare      | Gren   | Motståndare Resultat | Motståndare Resultat | Motståndare Resultat | Motståndare Resultat | Motståndare Resultat | Motståndare Resultat | Motståndare Resultat | Placering     |
| ------------- | ------ | -------------------- | -------------------- | -------------------- | -------------------- | -------------------- | -------------------- | -------------------- | ------------- |
| Kim Hyung-joo | -48 kg | bye                  | Merleni (UKR) L 1–3  | Gick inte vidare     | Gick inte vidare     | Gick inte vidare     | Gick inte vidare     | Gick inte vidare     | 13            |
| Um Ji-eun     | -55 kg | Amri (TUN) L 0–5     | Gick inte vidare     | Gick inte vidare     | Gick inte vidare     | Gick inte vidare     | Gick inte vidare     | Gick inte vidare     | 14            |

Herrar, fristil
| Brottare       | Gren   | Kvalomgång           | Åttondelsfinal       | Kvartsfinal          | Semifinal            | Återkval 1           | Återkval 2           | Final / Brons        | Final / Brons |
| Brottare       | Gren   | Motståndare Resultat | Motståndare Resultat | Motståndare Resultat | Motståndare Resultat | Motståndare Resultat | Motståndare Resultat | Motståndare Resultat | Placering     |
| -------------- | ------ | -------------------- | -------------------- | -------------------- | -------------------- | -------------------- | -------------------- | -------------------- | ------------- |
| Kim Jin-cheol  | -55 kg | bye                  | S Yumoto (JPN) L 1–3 | Gick inte vidare     | Gick inte vidare     | Gick inte vidare     | Gick inte vidare     | Gick inte vidare     | 11            |
| Lee Seung-chul | -60 kg | bye                  | Scott (USA) L 0–3    | Gick inte vidare     | Gick inte vidare     | Gick inte vidare     | Gick inte vidare     | Gick inte vidare     | 18            |

Herrar, grekisk-romersk stil
| Brottare      | Gren   | Kvalomgång               | Åttondelsfinal       | Kvartsfinal            | Semifinal            | Återkval 1           | Återkval 2           | Final / brons        | Final / brons |
| Brottare      | Gren   | Motståndare Resultat     | Motståndare Resultat | Motståndare Resultat   | Motståndare Resultat | Motståndare Resultat | Motståndare Resultat | Motståndare Resultat | Placering     |
| ------------- | ------ | ------------------------ | -------------------- | ---------------------- | -------------------- | -------------------- | -------------------- | -------------------- | ------------- |
| Choi Gyu-jin  | -55 kg | bye                      | Yun W-C (PRK) W 3–0  | Balart (CUB) W 3–1     | Bajramov (AZE) L 1–3 | bye                  | bye                  | Semenov (RUS) L 0–3  | 5             |
| Jung Ji-hyun  | -60 kg | bye                      | Meoque (CUB) W 3–0   | Alijev (AZE) L 0–3     | Gick inte vidare     | Gick inte vidare     | Gick inte vidare     | Gick inte vidare     | 8             |
| Kim Hyeon-woo | -66 kg | Varderesjan (ARM) W 3–0  | Mulens (CUB) W 3–0   | Venckaitis (LTU) W 3–0 | Guenot (FRA) W 3–1   | bye                  | bye                  | Lőrincz (HUN) W 3–0  | 1             |
| Kim Jin-hyeok | -74 kg | Datunashvili (GEO) L 0–3 | Gick inte vidare     | Gick inte vidare       | Gick inte vidare     | Gick inte vidare     | Gick inte vidare     | Gick inte vidare     | 19            |
| Lee Se-yeol   | -84 kg | Hrustanović (AUT) L 0–3  | Gick inte vidare     | Gick inte vidare       | Gick inte vidare     | Gick inte vidare     | Gick inte vidare     | Gick inte vidare     | 18            |

## Bågskytte
Damer
| Bågskytt                             | Gren                  | Ranking-runda | Ranking-runda | 32-delsfinal                     | Sextondelsfinal             | Åttondelsfinal             | Kvartsfinal             | Semifinal             | Final                  | Final            |
| Bågskytt                             | Gren                  | Poäng         | Seedning      | Motståndare Poäng                | Motståndare Poäng           | Motståndare Poäng          | Motståndare Poäng       | Motståndare Poäng     | Motståndare Poäng      | Placering        |
| ------------------------------------ | --------------------- | ------------- | ------------- | -------------------------------- | --------------------------- | -------------------------- | ----------------------- | --------------------- | ---------------------- | ---------------- |
| Choi Hyun-joo                        | Damernas individuella | 651           | 21            | Tomasi (ITA) (44) W 6–5          | Grandal (ESP) (53) W 6–5    | Schuh (FRA) (37) L 5–6     | Gick inte vidare        | Gick inte vidare      | Gick inte vidare       | Gick inte vidare |
| Ki Bo-bae                            | Damernas individuella | 671           | 1             | Al-Mashhadani (IRQ) (64) W 6–0   | Timofejeva (BLR) (33) W 6–2 | Hayakawa (JPN) (16) W 6–0  | Perova (RUS) (9) W 6–4  | Lorig (USA) (4) W 6–2 | Román (MEX) (11) W 6–5 | 1                |
| Lee Sung-jin                         | Damernas individuella | 671           | 2             | Tuimalealiifano (SAM) (63) W 6–0 | Esebua (GEO) (34) W 6–2     | Bishindee (MGL) (18) W 6–0 | Avitia (MEX) (10) L 2–6 | Gick inte vidare      | Gick inte vidare       | Gick inte vidare |
| Choi Hyun-joo Ki Bo-bae Lee Sung-jin | Damernas lagtävling   | 1993          | 1             | i.u.                             | i.u.                        | bye                        | Danmark (8) W 206–195   | Japan (5) W 221–206   | Kina (7) W 210–209     | 1                |

Herrar
| Bågskytt                             | Gren                   | Ranking-runda | Ranking-runda | 32-delsfinal            | Sextondelsfinal           | Åttondelsfinal               | Kvartsfinal            | Semifinal              | Final                    | Final            |
| Bågskytt                             | Gren                   | Poäng         | Seedning      | Motståndare Poäng       | Motståndare Poäng         | Motståndare Poäng            | Motståndare Poäng      | Motståndare Poäng      | Motståndare Poäng        | Placering        |
| ------------------------------------ | ---------------------- | ------------- | ------------- | ----------------------- | ------------------------- | ---------------------------- | ---------------------- | ---------------------- | ------------------------ | ---------------- |
| Im Dong-hyun                         | Herrarnas individuella | 699 WR        | 1             | Guidi (SMR) (64) W 6–0  | Wang C-P (TPE) (33) W 6–4 | van der Ven (NED) (16) L 1–7 | Gick inte vidare       | Gick inte vidare       | Gick inte vidare         | Gick inte vidare |
| Kim Bub-min                          | Herrarnas individuella | 698           | 2             | Elder (FIJ) (63) W 6–4  | T Rai (IND) (31) W 6–2    | Olaru (MDA) (47) W 7–1       | Dai X (CHN) (7) L 5–6  | Gick inte vidare       | Gick inte vidare         | Gick inte vidare |
| Oh Jin-hyuk                          | Herrarnas individuella | 690           | 3             | Müller (SUI) (62) W 7–3 | Álvarez (MEX) (30) W 6–4  | Dobrowolski (POL) (14) W 6–0 | Ruban (UKR) (43) W 7–1 | Dai Xx (CHN) (7) W 6–5 | Furukawa (JPN) (5) W 7–1 | 1                |
| Im Dong-hyun Kim Bub-min Oh Jin-hyuk | Herrarnas lagtävling   | 2087 WR       | 1             | i.u.                    | i.u.                      | bye                          | Ukraina (9) W 227–220  | USA (4) L 219–224      | Mexiko (7) W 224–219     | 3                |

## Cykling

### Landsväg
| Cyklist        | Gren                | Tid             | Placering       |
| -------------- | ------------------- | --------------- | --------------- |
| Park Sung-baek | Herrarnas linjelopp | Fullföljde inte | Fullföljde inte |
| Na Ah-reum     | Damernas linjelopp  | 3:35.56         | 13              |

### Bana
Sprint
| Cyklist                | Gren               | Kvalomgång           | Kvalomgång | Omgång 1                         | Återkval 1                       | Omgång 2                         | Återkval 2                       | Kvartsfinal                      | Semifinal                        | Final                            | Final            |
| Cyklist                | Gren               | Tid Hastighet (km/h) | Placering  | Motståndare Tid Hastighet (km/h) | Motståndare Tid Hastighet (km/h) | Motståndare Tid Hastighet (km/h) | Motståndare Tid Hastighet (km/h) | Motståndare Tid Hastighet (km/h) | Motståndare Tid Hastighet (km/h) | Motståndare Tid Hastighet (km/h) | Placering        |
| ---------------------- | ------------------ | -------------------- | ---------- | -------------------------------- | -------------------------------- | -------------------------------- | -------------------------------- | -------------------------------- | -------------------------------- | -------------------------------- | ---------------- |
| Lee Hye-jin            | Damernas sprint    | 11,405 63,130        | 14         | Panarina (BLR) L                 | Sullivan (CAN) Maeda (JPN) L     | Gick inte vidare                 | Gick inte vidare                 | Gick inte vidare                 | Gick inte vidare                 | Gick inte vidare                 | Gick inte vidare |
| Lee Eun-ji Lee Hye-jin | Damernas lagsprint | 34,636 51,969        | 9          | i.u.                             | i.u.                             | i.u.                             | i.u.                             | Gick inte vidare                 | Gick inte vidare                 | Gick inte vidare                 | Gick inte vidare |

Keirin
| Cyklist     | Gren            | 1:a omgången | Återkval  | 2:a omgången     | Final     |
| Cyklist     | Gren            | Placering    | Placering | Placering        | Placering |
| ----------- | --------------- | ------------ | --------- | ---------------- | --------- |
| Lee Hye-jin | Damernas keirin | 5            | 6         | Gick inte vidare | 17        |

Förföljelse
| Cyklist                                                | Gren                     | Kvalomgång | Kvalomgång | Semifinal            | Semifinal        | Final                | Final            |
| Cyklist                                                | Gren                     | Tid        | Placering  | Motståndare Resultat | Placering        | Motståndare Resultat | Placering        |
| ------------------------------------------------------ | ------------------------ | ---------- | ---------- | -------------------- | ---------------- | -------------------- | ---------------- |
| Choi Seung-woo Jang Sun-jae Park Keon-woo Park Seon-ho | Herrarnas lagförföljelse | 4.07,210   | 10         | Gick inte vidare     | Gick inte vidare | Gick inte vidare     | Gick inte vidare |

Omnium
| Cyklist     | Gren             | Flygande varv | Flygande varv | Poänglopp | Poänglopp | Elimineringslopp | Ind. förföljelse | Ind. förföljelse | Scratch   | Tidskval | Tidskval  | Totalpoäng | Placering |
| Cyklist     | Gren             | Tid           | Placering     | Poiäng    | Placering | Placering        | Tid              | Placering        | Placering | Tid      | Placering | Totalpoäng | Placering |
| ----------- | ---------------- | ------------- | ------------- | --------- | --------- | ---------------- | ---------------- | ---------------- | --------- | -------- | --------- | ---------- | --------- |
| Lee Min-hye | Damernas omnium  | 14,793        | 14            | 3         | 14        | 11               | 3.46,871         | 15               | 9         | 36,547   | 11        | 74         | 15        |
| Cho Ho-sung | Herrarnas omnium | 13,614        | 12            | 20        | 10        | 9                | 4.32,382         | 13               | 8         | 1.04,150 | 8         | 60         | 11        |

## Fotboll
Herrar
Tränare: Hong Myung-Bo
| Nr | Pos. | Namn             | Födelsedatum (ålder)      | Matcher | Mål |           | Klubb                   |
| -- | ---- | ---------------- | ------------------------- | ------- | --- | --------- | ----------------------- |
| 1  | MV   | Jung Sung-ryong* | 4 juli 1985 (26 år)       | 17      | 1   | Sydkorea  | Suwon Bluewings         |
| 2  | F    | Oh Jae-suk       | 4 januari 1990 (22 år)    | 14      | 0   | Sydkorea  | Gangwon FC              |
| 3  | F    | Yun Suk-Young    | 13 februari 1990 (22 år)  | 16      | 0   | Sydkorea  | Chunnam Dragons         |
| 4  | F    | Kim Young-Gwon   | 27 februari 1990 (22 år)  | 13      | 0   | Kina      | Guangzhou Evergrande FC |
| 5  | F    | Kim Kee-Hee      | 13 juli 1989 (23 år)      | 2       | 2   | Sydkorea  | Daegu FC                |
| 6  | MF   | Ki Sung-yueng    | 24 april 1989 (23 år)     | 14      | 0   | Skottland | Celtic FC               |
| 7  | MF   | Kim Bo-Kyung     | 6 oktober 1989 (22 år)    | 19      | 4   | Japan     | Cerezo Osaka            |
| 8  | MF   | Baek Sung-Dong   | 13 augusti 1991 (20 år)   | 7       | 2   | Japan     | Júbilo Iwata            |
| 9  | MF   | Ji Dong-Won      | 28 maj 1991 (21 år)       | 10      | 2   | England   | Sunderland AFC          |
| 10 | A    | Park Chu-young*  | 10 juli 1985 (27 år)      | 22      | 9   | England   | Arsenal FC              |
| 11 | MF   | Nam Tae-Hee      | 3 juli 1991 (21 år)       | 2       | 2   | Qatar     | Lekhwiya                |
| 12 | F    | Hwang Seok-Ho    | 27 juni 1989 (23 år)      | 2       | 0   | Japan     | Sanfrecce Hiroshima     |
| 13 | MF   | Koo Ja-Cheol     | 27 februari 1989 (23 år)  | 8       | 3   | Tyskland  | Augsburg                |
| 14 | F    | Kim Chang-Soo*   | 12 september 1985 (26 år) | 18      | 1   | Sydkorea  | Busan IPark             |
| 15 | MF   | Park Jong-Woo    | 10 mars 1989 (23 år)      | 4       | 1   | Sydkorea  | Busan IPark             |
| 16 | MF   | Jung Woo-Young   | 14 december 1989 (22 år)  | 6       | 0   | Japan     | Kyoto Sanga FC          |
| 17 | A    | Kim Hyun-Sung    | 27 september 1989 (22 år) | 6       | 2   | Sydkorea  | FC Seoul                |
| 18 | MV   | Lee Bum-young    | 2 april 1989 (23 år)      | 9       | 0   | Sydkorea  | Busan IPark             |

- Gruppspel

Grupp B i herrarnas turnering i fotboll vid olympiska sommarspelen 2012 spelades mellan den 26 juli och 1 augusti 2012.

## Tabell
| Nr | Lag      | S | V | O | F | GM | IM | MS | P |
| -- | -------- | - | - | - | - | -- | -- | -- | - |
| 1  | Mexiko   | 3 | 2 | 1 | 0 | 3  | 0  | +3 | 7 |
| 2  | Sydkorea | 3 | 1 | 2 | 0 | 2  | 1  | +1 | 5 |
| 3  | Gabon    | 3 | 0 | 2 | 1 | 1  | 3  | −2 | 2 |
| 4  | Schweiz  | 3 | 0 | 1 | 2 | 2  | 4  | −2 | 1 |

## Matcher

### Mexiko mot Sydkorea
| 2           | 26 juli 2012 | Mexiko | 0 – 0   | Sydkorea | St James' Park                                          |                                                         |
| 14:30 UTC+1 | 14:30 UTC+1  |        | Rapport |          | Newcastle Publik: 15 748 Domare: Slim Jedidi (Tunisien) | Newcastle Publik: 15 748 Domare: Slim Jedidi (Tunisien) |
| 14:30 UTC+1 | 14:30 UTC+1  |        |         |          | Newcastle Publik: 15 748 Domare: Slim Jedidi (Tunisien) | Newcastle Publik: 15 748 Domare: Slim Jedidi (Tunisien) |
| 14:30 UTC+1 | 14:30 UTC+1  |        |         |          | Newcastle Publik: 15 748 Domare: Slim Jedidi (Tunisien) | Newcastle Publik: 15 748 Domare: Slim Jedidi (Tunisien) |

### Gabon mot Schweiz
| 5           | 26 juli 2012 | Gabon                         | 1 – 1           | Schweiz                 | St James' Park                                            |                                                           |
| 17:15 UTC+1 | 17:15 UTC+1  | Pierre-Emerick Aubameyang 45′ | (1 – 1) Rapport | 5′ (str.) Admir Mehmedi | Newcastle Publik: 15 748 Domare: Wilmar Roldán (Colombia) | Newcastle Publik: 15 748 Domare: Wilmar Roldán (Colombia) |
| 17:15 UTC+1 | 17:15 UTC+1  |                               |                 |                         | Newcastle Publik: 15 748 Domare: Wilmar Roldán (Colombia) | Newcastle Publik: 15 748 Domare: Wilmar Roldán (Colombia) |
| 17:15 UTC+1 | 17:15 UTC+1  |                               |                 |                         | Newcastle Publik: 15 748 Domare: Wilmar Roldán (Colombia) | Newcastle Publik: 15 748 Domare: Wilmar Roldán (Colombia) |

### Mexiko mot Gabon
| 10          | 29 juli 2012 | Mexiko                               | 2 – 0           | Gabon | City of Coventry Stadium                                  |                                                           |
| 14:30 UTC+1 | 14:30 UTC+1  | Giovani dos Santos 63′, 90+2′ (str.) | (0 – 0) Rapport |       | Coventry Publik: 28 171 Domare: Ben Williams (Australien) | Coventry Publik: 28 171 Domare: Ben Williams (Australien) |
| 14:30 UTC+1 | 14:30 UTC+1  |                                      |                 |       | Coventry Publik: 28 171 Domare: Ben Williams (Australien) | Coventry Publik: 28 171 Domare: Ben Williams (Australien) |
| 14:30 UTC+1 | 14:30 UTC+1  |                                      |                 |       | Coventry Publik: 28 171 Domare: Ben Williams (Australien) | Coventry Publik: 28 171 Domare: Ben Williams (Australien) |

### Sydkorea mot Schweiz
| 14          | 29 juli 2012 | Sydkorea                            | 2 – 1           | Schweiz               | City of Coventry Stadium                              |                                                       |
| 17:15 UTC+1 | 17:15 UTC+1  | Park Chu-young 57′ Kim Bo-Kyung 64′ | (0 – 0) Rapport | 60′ Innocent Emeghara | Coventry Publik: 30 114 Domare: Raúl Orosco (Bolivia) | Coventry Publik: 30 114 Domare: Raúl Orosco (Bolivia) |
| 17:15 UTC+1 | 17:15 UTC+1  |                                     |                 |                       | Coventry Publik: 30 114 Domare: Raúl Orosco (Bolivia) | Coventry Publik: 30 114 Domare: Raúl Orosco (Bolivia) |
| 17:15 UTC+1 | 17:15 UTC+1  |                                     |                 |                       | Coventry Publik: 30 114 Domare: Raúl Orosco (Bolivia) | Coventry Publik: 30 114 Domare: Raúl Orosco (Bolivia) |

### Mexiko mot Schweiz
| 21          | 1 augusti 2012 | Mexiko            | 1 – 0           | Schweiz | Millennium Stadium                                          |                                                             |
| 17:00 UTC+1 | 17:00 UTC+1    | Oribe Peralta 69′ | (0 – 0) Rapport |         | Cardiff Publik: 50 000 Domare: Ravsjan Irmatov (Uzbekistan) | Cardiff Publik: 50 000 Domare: Ravsjan Irmatov (Uzbekistan) |
| 17:00 UTC+1 | 17:00 UTC+1    |                   |                 |         | Cardiff Publik: 50 000 Domare: Ravsjan Irmatov (Uzbekistan) | Cardiff Publik: 50 000 Domare: Ravsjan Irmatov (Uzbekistan) |
| 17:00 UTC+1 | 17:00 UTC+1    |                   |                 |         | Cardiff Publik: 50 000 Domare: Ravsjan Irmatov (Uzbekistan) | Cardiff Publik: 50 000 Domare: Ravsjan Irmatov (Uzbekistan) |

## Sydkorea mot Gabon
| 22          | 1 augusti 2012 | Sydkorea | 0 – 0   | Gabon | Wembley Stadium                                         |                                                         |
| 17:00 UTC+1 | 17:00 UTC+1    |          | Rapport |       | London Publik: 76 927 Domare: Pavel Královec (Tjeckien) | London Publik: 76 927 Domare: Pavel Královec (Tjeckien) |
| 17:00 UTC+1 | 17:00 UTC+1    |          |         |       | London Publik: 76 927 Domare: Pavel Královec (Tjeckien) | London Publik: 76 927 Domare: Pavel Královec (Tjeckien) |
| 17:00 UTC+1 | 17:00 UTC+1    |          |         |       | London Publik: 76 927 Domare: Pavel Královec (Tjeckien) | London Publik: 76 927 Domare: Pavel Královec (Tjeckien) |

| 2 | 26 juli, 14:30 | Mexiko U23 | 0 – 0 | Sydkorea U23 | St James' Park, Newcastle |  |
|   |                |            |       |              |                           |  |
|   |                |            |       |              |                           |  |
|   |                |            |       |              |                           |  |

| 14 | 29 juli, 17:15 | Sydkorea U23 | 2 – 1 | Schweiz U23 | City of Coventry Stadium |  |
|    |                |              |       |             |                          |  |
|    |                |              |       |             |                          |  |
|    |                |              |       |             |                          |  |

| 22 | 1 augusti, 17:00 | Sydkorea U23 | 0 – 0 | Gabon U23 | Wembley Stadium, London |  |
|    |                  |              |       |           |                         |  |
|    |                  |              |       |           |                         |  |
|    |                  |              |       |           |                         |  |

- Slutspel

## Kvalificerade lag
| Nr | Lag            | S | V | O | F | GM | IM | MS | P |
| -- | -------------- | - | - | - | - | -- | -- | -- | - |
| 1  | Storbritannien | 3 | 2 | 1 | 0 | 5  | 2  | +3 | 7 |
| 2  | Senegal        | 3 | 1 | 2 | 0 | 4  | 2  | +2 | 5 |

| Nr | Lag      | S | V | O | F | GM | IM | MS | P |
| -- | -------- | - | - | - | - | -- | -- | -- | - |
| 1  | Mexiko   | 3 | 2 | 1 | 0 | 3  | 0  | +3 | 7 |
| 2  | Sydkorea | 3 | 1 | 2 | 0 | 2  | 1  | +1 | 5 |

| Nr | Lag       | S | V | O | F | GM | IM | MS | P |
| -- | --------- | - | - | - | - | -- | -- | -- | - |
| 1  | Brasilien | 3 | 3 | 0 | 0 | 9  | 3  | +6 | 9 |
| 2  | Egypten   | 3 | 1 | 1 | 1 | 6  | 5  | +1 | 4 |

| Nr | Lag      | S | V | O | F | GM | IM | MS | P |
| -- | -------- | - | - | - | - | -- | -- | -- | - |
| 1  | Japan    | 3 | 2 | 1 | 0 | 2  | 0  | +2 | 7 |
| 2  | Honduras | 3 | 1 | 2 | 0 | 3  | 2  | +1 | 5 |

## Slutspelsträd
|  | Kvartsfinaler   | Kvartsfinaler |           |   | Semifinaler | Semifinaler |  |  | Final | Final |
|  |                 |               |           |   |             |             |  |  |       |       |
|  |                 |               |           |   |             |             |  |  |       |       |
|  |                 |               |           |   |             |             |  |  |       |       |
|  | Storbritannien  | 1 (4)         |           |   |             |             |  |  |       |       |
|  | Storbritannien  | 1 (4)         |           |   |             |             |  |  |       |       |
|  | Sydkorea (str.) | 1 (5)         |           |   |             |             |  |  |       |       |
|  | Sydkorea (str.) | 1 (5)         | Sydkorea  | 0 |             |             |  |  |       |       |
|  |                 |               | Sydkorea  | 0 |             |             |  |  |       |       |
|  |                 | Brasilien     | 3         |   |             |             |  |  |       |       |
|  | Brasilien       | Brasilien     | 3         | 3 |             |             |  |  |       |       |
|  | Brasilien       |               |           | 3 |             |             |  |  |       |       |
|  | Honduras        | 2             |           |   |             |             |  |  |       |       |
|  | Honduras        | 2             | Brasilien | 1 |             |             |  |  |       |       |
|  |                 |               | Brasilien | 1 |             |             |  |  |       |       |
|  |                 | Mexiko        | 2         |   |             |             |  |  |       |       |
|  | Mexiko (e.f.)   | Mexiko        | 2         | 4 |             |             |  |  |       |       |
|  | Mexiko (e.f.)   |               |           | 4 |             |             |  |  |       |       |
|  | Senegal         | 2             |           |   |             |             |  |  |       |       |
|  | Senegal         | 2             | Mexiko    | 3 |             |             |  |  |       |       |
|  |                 |               | Mexiko    | 3 |             |             |  |  |       |       |
|  |                 | Japan         | 1         |   | Bronsmatch  | Bronsmatch  |  |  |       |       |
|  | Japan           | Japan         | 1         | 3 | Bronsmatch  | Bronsmatch  |  |  |       |       |
|  | Japan           |               |           | 3 |             |             |  |  |       |       |
|  | Egypten         | 0             |           |   |             |             |  |  |       |       |
|  | Egypten         | 0             | Sydkorea  | 2 |             |             |  |  |       |       |
|  |                 |               |           |   |             |             |  |  |       |       |
|  | Japan           | 0             |           |   |             |             |  |  |       |       |
|  | Japan           | 0             |           |   |             |             |  |  |       |       |

## Kvartsfinaler

### Japan mot Egypten
| 25          | 4 augusti 2012 | Japan                                            | 3 – 0           | Egypten | Old Trafford                                        |                                                     |
| 12:00 UTC+1 | 12:00 UTC+1    | Kensuke Nagai 14′ Maya Yoshida 78′ Yūki Ōtsu 83′ | (1 – 0) Rapport |         | Manchester Publik: 70 772 Domare: Mark Geiger (USA) | Manchester Publik: 70 772 Domare: Mark Geiger (USA) |
| 12:00 UTC+1 | 12:00 UTC+1    |                                                  |                 |         | Manchester Publik: 70 772 Domare: Mark Geiger (USA) | Manchester Publik: 70 772 Domare: Mark Geiger (USA) |
| 12:00 UTC+1 | 12:00 UTC+1    |                                                  |                 |         | Manchester Publik: 70 772 Domare: Mark Geiger (USA) | Manchester Publik: 70 772 Domare: Mark Geiger (USA) |

### Mexiko mot Senegal
| 26          | 4 augusti 2012 | Mexiko                                                                                 | 0000 4 – 2 (e.fl.) | Senegal                                   | Wembley Stadium                                                          |                                                                          |
| 14:30 UTC+1 | 14:30 UTC+1    | Jorge Enríquez 10′ Javier Aquino 62′ Giovani dos Santos 98′ Héctor Miguel Herrera 109′ | (1 – 0) Rapport    | 69′ Pape Moussa Konaté 76′ Ibrahima Baldé | London Publik: 81 855 Domare: Mark Clattenburg (England, Storbritannien) | London Publik: 81 855 Domare: Mark Clattenburg (England, Storbritannien) |
| 14:30 UTC+1 | 14:30 UTC+1    |                                                                                        |                    |                                           | London Publik: 81 855 Domare: Mark Clattenburg (England, Storbritannien) | London Publik: 81 855 Domare: Mark Clattenburg (England, Storbritannien) |
| 14:30 UTC+1 | 14:30 UTC+1    |                                                                                        |                    |                                           | London Publik: 81 855 Domare: Mark Clattenburg (England, Storbritannien) | London Publik: 81 855 Domare: Mark Clattenburg (England, Storbritannien) |

### Brasilien mot Honduras
| 27          | 4 augusti 2012 | Brasilien                                 | 3 – 2           | Honduras                              | St James' Park                                          |                                                         |
| 17:00 UTC+1 | 17:00 UTC+1    | Leandro Damião 38′, 60′ Neymar 50′ (str.) | (1 – 1) Rapport | 12′ Mario Martínez 48′ Roger Espinoza | Newcastle Publik: 42 166 Domare: Felix Brych (Tyskland) | Newcastle Publik: 42 166 Domare: Felix Brych (Tyskland) |
| 17:00 UTC+1 | 17:00 UTC+1    |                                           |                 |                                       | Newcastle Publik: 42 166 Domare: Felix Brych (Tyskland) | Newcastle Publik: 42 166 Domare: Felix Brych (Tyskland) |
| 17:00 UTC+1 | 17:00 UTC+1    |                                           |                 |                                       | Newcastle Publik: 42 166 Domare: Felix Brych (Tyskland) | Newcastle Publik: 42 166 Domare: Felix Brych (Tyskland) |

### Storbritannien mot Sydkorea
| 28          | 4 augusti 2012 | Storbritannien                                                      | 0000 1 – 1 (e.fl.)         | Sydkorea                                                              | Millennium Stadium                                      |                                                         |
| 19:30 UTC+1 | 19:30 UTC+1    | Aaron Ramsey 36′ (str.)                                             | (1 – 1) Rapport            | 29′ Ji Dong-Won                                                       | Cardiff Publik: 70 171 Domare: Wilmar Roldán (Colombia) | Cardiff Publik: 70 171 Domare: Wilmar Roldán (Colombia) |
| 19:30 UTC+1 | 19:30 UTC+1    |                                                                     |                            |                                                                       | Cardiff Publik: 70 171 Domare: Wilmar Roldán (Colombia) | Cardiff Publik: 70 171 Domare: Wilmar Roldán (Colombia) |
| 19:30 UTC+1 | 19:30 UTC+1    | Aaron Ramsey Tom Cleverley Craig Dawson Ryan Giggs Daniel Sturridge | Straffsparksläggning 4 – 5 | Koo Ja-Cheol Baek Sung-Dong Hwang Seok-Ho Park Jong-Woo Ki Sung-yueng | Cardiff Publik: 70 171 Domare: Wilmar Roldán (Colombia) | Cardiff Publik: 70 171 Domare: Wilmar Roldán (Colombia) |

## Semifinaler

### Mexiko mot Japan
| 29          | 7 augusti 2012 | Mexiko                                                 | 3 – 1           | Japan         | Wembley Stadium                                         |                                                         |
| 17:00 UTC+1 | 17:00 UTC+1    | Marco Fabián 31′ Oribe Peralta 65′ Javier Cortés 90+3′ | (1 – 1) Rapport | 12′ Yūki Ōtsu | London Publik: 82 372 Domare: Gianluca Rocchi (Italien) | London Publik: 82 372 Domare: Gianluca Rocchi (Italien) |
| 17:00 UTC+1 | 17:00 UTC+1    |                                                        |                 |               | London Publik: 82 372 Domare: Gianluca Rocchi (Italien) | London Publik: 82 372 Domare: Gianluca Rocchi (Italien) |
| 17:00 UTC+1 | 17:00 UTC+1    |                                                        |                 |               | London Publik: 82 372 Domare: Gianluca Rocchi (Italien) | London Publik: 82 372 Domare: Gianluca Rocchi (Italien) |

### Sydkorea mot Brasilien
| 30          | 7 augusti 2012 | Sydkorea | 0 – 3           | Brasilien                          | Old Trafford                                                |                                                             |
| 19:45 UTC+1 | 19:45 UTC+1    |          | (0 – 1) Rapport | 38′ Rômulo 57′, 64′ Leandro Damião | Manchester Publik: 69 389 Domare: Pavel Královec (Tjeckien) | Manchester Publik: 69 389 Domare: Pavel Královec (Tjeckien) |
| 19:45 UTC+1 | 19:45 UTC+1    |          |                 |                                    | Manchester Publik: 69 389 Domare: Pavel Královec (Tjeckien) | Manchester Publik: 69 389 Domare: Pavel Královec (Tjeckien) |
| 19:45 UTC+1 | 19:45 UTC+1    |          |                 |                                    | Manchester Publik: 69 389 Domare: Pavel Královec (Tjeckien) | Manchester Publik: 69 389 Domare: Pavel Královec (Tjeckien) |

## Bronsmatch
| 31          | 10 augusti 2012 | Sydkorea                            | 2 – 0           | Japan | Millennium Stadium                                          |                                                             |
| 19:45 UTC+1 | 19:45 UTC+1     | Park Chu-young 38′ Koo Ja-Cheol 57′ | (1 – 0) Rapport |       | Cardiff Publik: 56 393 Domare: Ravsjan Irmatov (Uzbekistan) | Cardiff Publik: 56 393 Domare: Ravsjan Irmatov (Uzbekistan) |
| 19:45 UTC+1 | 19:45 UTC+1     |                                     |                 |       | Cardiff Publik: 56 393 Domare: Ravsjan Irmatov (Uzbekistan) | Cardiff Publik: 56 393 Domare: Ravsjan Irmatov (Uzbekistan) |
| 19:45 UTC+1 | 19:45 UTC+1     |                                     |                 |       | Cardiff Publik: 56 393 Domare: Ravsjan Irmatov (Uzbekistan) | Cardiff Publik: 56 393 Domare: Ravsjan Irmatov (Uzbekistan) |

## Final
| 32          | 11 augusti 2012 | Brasilien  | 1 – 2           | Mexiko                | Wembley Stadium                                                          |                                                                          |
| 15:00 UTC+1 | 15:00 UTC+1     | Hulk 90+1′ | (0 – 1) Rapport | 1′, 75′ Oribe Peralta | London Publik: 86 162 Domare: Mark Clattenburg (England, Storbritannien) | London Publik: 86 162 Domare: Mark Clattenburg (England, Storbritannien) |
| 15:00 UTC+1 | 15:00 UTC+1     |            |                 |                       | London Publik: 86 162 Domare: Mark Clattenburg (England, Storbritannien) | London Publik: 86 162 Domare: Mark Clattenburg (England, Storbritannien) |
| 15:00 UTC+1 | 15:00 UTC+1     |            |                 |                       | London Publik: 86 162 Domare: Mark Clattenburg (England, Storbritannien) | London Publik: 86 162 Domare: Mark Clattenburg (England, Storbritannien) |

| 28 | 4 augusti, 19:30 | Storbritannien U23 | 1 – 1 (4–5) (e.fl.) | Sydkorea U23 | Millennium Stadium, Cardiff |  |
|    |                  |                    |                     |              |                             |  |
|    |                  |                    |                     |              |                             |  |
|    |                  |                    |                     |              |                             |  |

| 30 | 7 augusti, 19:45 | Sydkorea U23 | 0 – 3 | Brasilien U23 | Old Trafford, Manchester |  |
|    |                  |              |       |               |                          |  |
|    |                  |              |       |               |                          |  |
|    |                  |              |       |               |                          |  |

| 31 | 10 augusti, 19:45 | Sydkorea U23 | 2 – 0 | Japan U23 | Millennium Stadium, Cardiff |  |
|    |                   |              |       |           |                             |  |
|    |                   |              |       |           |                             |  |
|    |                   |              |       |           |                             |  |

## Friidrott
Förkortningar
- Notera – Placeringar gäller endast den tävlandes eget heat
- Q = Kvalificerade sig till nästa omgång via placering
- q = Kvalificerade sig på tid eller, i fältgrenarna, på placering utan att ha nått kvalgränsen
- NR = Nationellt rekord
- N/A = Omgången inte möjlig i grenen
- Bye = Idrottaren behövde inte delta i omgången

Damer
Bana och väg
| Idrottare     | Event      | Heat     | Heat      | Semifinal        | Semifinal        | Final            | Final            |
| Idrottare     | Event      | Resultat | Placering | Resultat         | Placering        | Resultat         | Placering        |
| ------------- | ---------- | -------- | --------- | ---------------- | ---------------- | ---------------- | ---------------- |
| Jung Hye-lim  | 100 m häck | 13,48    | 7         | Gick inte vidare | Gick inte vidare | Gick inte vidare | Gick inte vidare |
| Chung Yun-hee | Maraton    | i.u.     | i.u.      | i.u.             | i.u.             | 2:31.58          | 41               |
| Kim Sung-eun  | Maraton    | i.u.     | i.u.      | i.u.             | i.u.             | 2:46.38          | 96               |
| Lim Kyung-hee | Maraton    | i.u.     | i.u.      | i.u.             | i.u.             | 2:39.03          | 76               |
| Jeon Yong-eun | 20 km gång | i.u.     | i.u.      | i.u.             | i.u.             | DSQ              | DSQ              |

Fältgrenar
| Idrottare    | Gren     | Kval  | Kval      | Final            | Final            |
| Idrottare    | Gren     | Längd | Placering | Längd            | Placering        |
| ------------ | -------- | ----- | --------- | ---------------- | ---------------- |
| Choi Yun-hee | Stavhopp | 4,10  | 18        | Gick inte vidare | Gick inte vidare |

Herrar
Bana och väg
| Idrottare       | Gren       | Final      | Final     |
| Idrottare       | Gren       | Resultat   | Placering |
| --------------- | ---------- | ---------- | --------- |
| Jang Shin-kweon | Maraton    | 2:28.20    | 73        |
| Jeong Jin-hyeok | Maraton    | 2:38.45    | 82        |
| Lee Doo-hang    | Maraton    | 2:17.19    | 32        |
| Byun Young-jun  | 20 km gång | 1:23.26    | 31        |
| Kim Hyun-sub    | 20 km gång | 1:21.36    | 17        |
| Park Chil-sung  | 20 km gång | DNF        | DNF       |
| Kim Dong-young  | 50 km gång | 3:57.33    | 38        |
| Park Chil-sung  | 50 km gång | 3:45.55 NR | 13        |
| Yim Jung-hyun   | 50 km gång | 3:56.34    | 34        |

Fältgrenar
| Idrottare      | Gren          | Kval  | Kval      | Final            | Final            |
| Idrottare      | Gren          | Längd | Placering | Längd            | Placering        |
| -------------- | ------------- | ----- | --------- | ---------------- | ---------------- |
| Kim Deok-hyeon | Tresteg       | 16.22 | 22        | Gick inte vidare | Gick inte vidare |
| Kim Yoo-suk    | Stavhopp      | NM    | —         | Gick inte vidare | Gick inte vidare |
| Jung Sang-jin  | Spjutkastning | 76.39 | 31        | Gick inte vidare | Gick inte vidare |

## Fäktning
Damer
| Idrottare                                            | Gren                  | Omgång 1          | Omgång 2               | Omgång 3              | Kvartsfinal             | Semifinal                  | Final / BM            | Final / BM       |
| Idrottare                                            | Gren                  | Motståndare Poäng | Motståndare Poäng      | Motståndare Poäng     | Motståndare Poäng       | Motståndare Poäng          | Motståndare Poäng     | Placering        |
| ---------------------------------------------------- | --------------------- | ----------------- | ---------------------- | --------------------- | ----------------------- | -------------------------- | --------------------- | ---------------- |
| Choi In-jeong                                        | Värja, individuellt   | bye               | Szász (HUN) W 15–12    | Besbes (TUN) L 11–12  | Gick inte vidare        | Gick inte vidare           | Gick inte vidare      | Gick inte vidare |
| Jung Hyo-jung                                        | Värja, individuellt   | bye               | Sivkova (RUS) L 12–15  | Gick inte vidare      | Gick inte vidare        | Gick inte vidare           | Gick inte vidare      | Gick inte vidare |
| Shin A-lam                                           | Värja, individuellt   | bye               | Schalm (CAN) W 15–12   | Sozanska (GER) W 14–9 | Măroiu (ROU) W 15–14    | Heidemann (GER) L 5–6      | Sun Yj (CHN) L 11–15  | 4                |
| Choi In-jeong Jung Hyo-jung Shin A-lam Choi Eun-sook | Värja, lag            | i.u.              | i.u.                   | i.u.                  | Rumänien W 45–38        | USA W 45–36                | Kina L 25–39          | 2                |
| Jeon Hee-sook                                        | Florett, individuellt | bye               | Sugawara (JPN) L 13–15 | Gick inte vidare      | Gick inte vidare        | Gick inte vidare           | Gick inte vidare      | Gick inte vidare |
| Jung Gil-ok                                          | Florett, individuellt | bye               | Sjanaeva (RUS) W 15–14 | Kiefer (USA) L 13–15  | Gick inte vidare        | Gick inte vidare           | Gick inte vidare      | Gick inte vidare |
| Nam Hyun-hee                                         | Florett, individuellt | bye               | Lelejko (UKR) W 15–9   | Mohamed (HUN) W 8–7   | Ikehata (JPN) W 15–6    | Di Francisca (ITA) L 10–11 | Vezzali (ITA) L 12–13 | 4                |
| Jeon Hee-sook Jung Gil-ok Nam Hyun-hee Oh Ha-na      | Florett, lag          | i.u.              | i.u.                   | i.u.                  | USA W 45–31             | Ryssland L 32–44           | Frankrike W 45–32     | 3                |
| Kim Ji-yeon                                          | Sabel, individuellt   | i.u.              | González (MEX) W 15–3  | Marzocca (ITA) W 15–7 | Vougiouka (GRE) W 15–12 | Zagunis (USA) W 15–13      | Velikaja (RUS) W 15–9 | 1                |
| Lee Ra-jin                                           | Sabel, individuellt   | i.u.              | Benitez (VEN) L 9–15   | Gick inte vidare      | Gick inte vidare        | Gick inte vidare           | Gick inte vidare      | Gick inte vidare |

Herrar
| Idrottare                                          | Gren                  | Omgång 1          | Omgång 2              | Omgång 3                 | Kvartsfinal           | Semifinal                  | Final / BM            | Final / BM       |
| Idrottare                                          | Gren                  | Motståndare Poäng | Motståndare Poäng     | Motståndare Poäng        | Motståndare Poäng     | Motståndare Poäng          | Motståndare Poäng     | Placering        |
| -------------------------------------------------- | --------------------- | ----------------- | --------------------- | ------------------------ | --------------------- | -------------------------- | --------------------- | ---------------- |
| Jung Jin-sun                                       | Värja, individuellt   | i.u.              | Suchov (RUS) W 15–11  | Alimzjanov (KAZ) W 15–8  | Fiedler (GER) W 15–11 | Piasecki (NOR) L 13–15     | Kelsey (USA) W 12–11  | 3                |
| Park Kyoung-doo                                    | Värja, individuellt   | i.u.              | Kudajev (UZB) L 9–15  | Gick inte vidare         | Gick inte vidare      | Gick inte vidare           | Gick inte vidare      | Gick inte vidare |
| Choi Byung-chul                                    | Florett, individuellt | bye               | Zhu J (CHN) W 15–13   | Le Pechoux (FRA) W 15–13 | Ma Jf (CHN) W 15–13   | Abouelkassem (EGY) L 12–15 | Baldini (ITA) W 15–14 | 3                |
| Gu Bon-gil                                         | Sabel, individuellt   | bye               | Zalomir (ROU) W 15–12 | Hartung (GER) L 14–15    | Gick inte vidare      | Gick inte vidare           | Gick inte vidare      | Gick inte vidare |
| Kim Jung-hwan                                      | Sabel, individuellt   | bye               | Zhong M (CHN) L 14–15 | Gick inte vidare         | Gick inte vidare      | Gick inte vidare           | Gick inte vidare      | Gick inte vidare |
| Won Woo-young                                      | Sabel, individuellt   | bye               | Wang (CHN) W 15–6     | Kovaljov (RUS) L 11–15   | Gick inte vidare      | Gick inte vidare           | Gick inte vidare      | Gick inte vidare |
| Gu Bon-gil Kim Jung-hwan Won Woo-young Oh Eun-seok | Sabel, lag            | i.u.              | i.u.                  | i.u.                     | Tyskland W 45–38      | Italien W 45–37            | Rumänien W 45–26      | 1                |

## Gymnastik

### Artistisk
Damer
| Idrottare   | Gren     | Kval    | Kval    | Kval    | Kval    | Kval   | Kval      | Final            | Final            | Final            | Final            | Final            | Final            |
| Idrottare   | Gren     | Redskap | Redskap | Redskap | Redskap | Totalt | Placering | Redskap          | Redskap          | Redskap          | Redskap          | Totalt           | Placering        |
| Idrottare   | Gren     | F       | V       | UB      | BB      | Totalt | Placering | F                | V                | UB               | BB               | Totalt           | Placering        |
| ----------- | -------- | ------- | ------- | ------- | ------- | ------ | --------- | ---------------- | ---------------- | ---------------- | ---------------- | ---------------- | ---------------- |
| Heo Seon-mi | Mångkamp | 13.233  | 13.800  | 12.166  | 11.400  | 50.599 | 48        | Gick inte vidare | Gick inte vidare | Gick inte vidare | Gick inte vidare | Gick inte vidare | Gick inte vidare |

Herrar
| Idrottare     | Gren          | Kval    | Kval    | Kval    | Kval     | Kval    | Kval     | Kval    | Kval      | Final            | Final            | Final            | Final            | Final            | Final            | Final            | Final            |
| Idrottare     | Gren          | Redskap | Redskap | Redskap | Redskap  | Redskap | Redskap  | Totalt  | Placering | Redskap          | Redskap          | Redskap          | Redskap          | Redskap          | Redskap          | Totalt           | Placering        |
| Idrottare     | Gren          | F       | PH      | R       | V        | PB      | HB       | Totalt  | Placering | F                | PH               | R                | V                | PB               | HB               | Totalt           | Placering        |
| ------------- | ------------- | ------- | ------- | ------- | -------- | ------- | -------- | ------- | --------- | ---------------- | ---------------- | ---------------- | ---------------- | ---------------- | ---------------- | ---------------- | ---------------- |
| Kim Hee-Hoon  | Mångkamp, lag | 12.933  | 12.100  | 14.166  | i.u.     | 13.700  | i.u.     | i.u.    | i.u.      | Gick inte vidare | Gick inte vidare | Gick inte vidare | Gick inte vidare | Gick inte vidare | Gick inte vidare | Gick inte vidare | Gick inte vidare |
| Kim Ji-hoon   | Mångkamp, lag | 12.900  | 13.100  | i.u.    | i.u.     | i.u.    | 15.500 Q | i.u.    | i.u.      | Gick inte vidare | Gick inte vidare | Gick inte vidare | Gick inte vidare | Gick inte vidare | Gick inte vidare | Gick inte vidare | Gick inte vidare |
| Kim Seung-il  | Mångkamp, lag | i.u.    | 12.133  | 12.666  | 14.533   | 14.033  | 13.233   | i.u.    | i.u.      | Gick inte vidare | Gick inte vidare | Gick inte vidare | Gick inte vidare | Gick inte vidare | Gick inte vidare | Gick inte vidare | Gick inte vidare |
| Kim Soo-myun  | Mångkamp, lag | 14.766  | 13.433  | 13.833  | 15.666   | 14.700  | 13.933   | 86.331  | 23 Q      | Gick inte vidare | Gick inte vidare | Gick inte vidare | Gick inte vidare | Gick inte vidare | Gick inte vidare | Gick inte vidare | Gick inte vidare |
| Yang Hak-seon | Mångkamp, lag | 14.066  | i.u.    | 13.933  | 16.233 Q | 11.966  | 11.233   | i.u.    | i.u.      | Gick inte vidare | Gick inte vidare | Gick inte vidare | Gick inte vidare | Gick inte vidare | Gick inte vidare | Gick inte vidare | Gick inte vidare |
| Totalt        | Mångkamp, lag | 41.765  | 38.666  | 41.932  | 47.865   | 42.433  | 42.666   | 265.327 | 12        | Gick inte vidare | Gick inte vidare | Gick inte vidare | Gick inte vidare | Gick inte vidare | Gick inte vidare | Gick inte vidare | Gick inte vidare |

Individuella finaler
| Gymnast       | Gren     | Redskap | Redskap | Redskap | Redskap | Redskap | Redskap | Totalt | Placering |
| Gymnast       | Gren     | F       | PH      | R       | V       | PB      | HB      | Totalt | Placering |
| ------------- | -------- | ------- | ------- | ------- | ------- | ------- | ------- | ------ | --------- |
| Kim Ji-hoon   | Räck     | i.u.    | i.u.    | i.u.    | i.u.    | i.u.    | 15.133  | 15.133 | 8         |
| Kim Soo-myun  | Mångkamp | 12.266  | 13.700  | 14.200  | 16.000  | 14.641  | 14.966  | 85.773 | 20        |
| Yang Hak-seon | Hopp     | i.u.    | i.u.    | i.u.    | 16.533  | i.u.    | i.u.    | 16.533 | 1         |

### Rytmisk
| Idrottare    | Gren         | Kval   | Kval     | Kval   | Kval   | Kval    | Kval      | Final  | Final    | Final  | Final  | Final   | Final     |
| Idrottare    | Gren         | Boll   | Tunnband | Käglor | Band   | Totalt  | Placering | Boll   | Tunnband | Käglor | Band   | Totalt  | Placering |
| ------------ | ------------ | ------ | -------- | ------ | ------ | ------- | --------- | ------ | -------- | ------ | ------ | ------- | --------- |
| Son Yeon-jae | Individuellt | 28.075 | 27.825   | 26.350 | 28.050 | 110.300 | 6 Q       | 28.050 | 28.325   | 26.750 | 28.350 | 111.475 | 5         |

## Handboll
Damer
| \| \| Pos. \| Namn \| Ålder \| \| Klubb \| \| -- \| ---- \| --------------------- \| ------------------ \| \| ---------------------- \| \| 1 \| GK \| Ju Hui (KOR) \| 22 år (1989-11-04) \| \| Colorful Daegu \| \| 2 \| RW \| Woo Sun-hee (KOR) \| 34 år (1978-07-01) \| \| Wonderful Samcheok \| \| 3 \| CB \| Kim On-a (KOR) \| 23 år (1988-09-06) \| \| Incheon Sports Council \| \| 5 \| RW \| Jung Yu-ra (KOR) \| 20 år (1992-02-06) \| \| Colorful Daegu \| \| 7 \| LB \| Gwon Han-na (KOR) \| 22 år (1989-11-22) \| \| Seoul City Handboll \| \| 9 \| P \| Kim Cha-youn (KOR) \| 31 år (1981-02-10) \| \| Omron handball \| \| 10 \| LB \| Lee Mi-gyeong (KOR) \| 20 år (1991-10-02) \| \| Seoul City Handboll \| \| 11 \| RB \| Ryu Eun-hee (KOR) \| 22 år (1990-02-24) \| \| Incheon Sports Council \| \| 12 \| GK \| Moon Kyeong-ha (KOR) \| 32 år (1980-05-29) \| \| GNDC \| \| 13 \| P \| Kim Cheong-shim (KOR) \| 36 år (1976-02-08) \| \| SK Lubricants \| \| 17 \| LB \| Sim Hae-in (KOR) \| 24 år (1987-10-31) \| \| Wonderful Samcheok \| \| 19 \| RB \| Choi Im-jeong (KOR) \| 31 år (1981-02-14) \| \| Colorful Daegu \| \| 20 \| CB \| Jung Ji-hae (KOR) \| 27 år (1985-03-06) \| \| Wonderful Samcheok \| \| 21 \| LW \| Jo Hyo-bi (KOR) \| 21 år (1981-07-15) \| \| Incheon Sports Council \| \| 33 \| LW \| Lee Eun-bi (KOR) \| 21 år (1990-10-23) \| \| BISCO \| | Förbundskapten: Kang Jae-won                                                                                      |                       |                    |          |                        |
| \| \| Pos. \| Namn \| Ålder \| \| Klubb \| \| -- \| ---- \| --------------------- \| ------------------ \| \| ---------------------- \| \| 1 \| GK \| Ju Hui (KOR) \| 22 år (1989-11-04) \| \| Colorful Daegu \| \| 2 \| RW \| Woo Sun-hee (KOR) \| 34 år (1978-07-01) \| \| Wonderful Samcheok \| \| 3 \| CB \| Kim On-a (KOR) \| 23 år (1988-09-06) \| \| Incheon Sports Council \| \| 5 \| RW \| Jung Yu-ra (KOR) \| 20 år (1992-02-06) \| \| Colorful Daegu \| \| 7 \| LB \| Gwon Han-na (KOR) \| 22 år (1989-11-22) \| \| Seoul City Handboll \| \| 9 \| P \| Kim Cha-youn (KOR) \| 31 år (1981-02-10) \| \| Omron handball \| \| 10 \| LB \| Lee Mi-gyeong (KOR) \| 20 år (1991-10-02) \| \| Seoul City Handboll \| \| 11 \| RB \| Ryu Eun-hee (KOR) \| 22 år (1990-02-24) \| \| Incheon Sports Council \| \| 12 \| GK \| Moon Kyeong-ha (KOR) \| 32 år (1980-05-29) \| \| GNDC \| \| 13 \| P \| Kim Cheong-shim (KOR) \| 36 år (1976-02-08) \| \| SK Lubricants \| \| 17 \| LB \| Sim Hae-in (KOR) \| 24 år (1987-10-31) \| \| Wonderful Samcheok \| \| 19 \| RB \| Choi Im-jeong (KOR) \| 31 år (1981-02-14) \| \| Colorful Daegu \| \| 20 \| CB \| Jung Ji-hae (KOR) \| 27 år (1985-03-06) \| \| Wonderful Samcheok \| \| 21 \| LW \| Jo Hyo-bi (KOR) \| 21 år (1981-07-15) \| \| Incheon Sports Council \| \| 33 \| LW \| Lee Eun-bi (KOR) \| 21 år (1990-10-23) \| \| BISCO \| | Positioner: MV - Målvakt VS - Vänstersexa VN - Vänsternia MS - Mittsexa MN - Mittnia HS - Högersexa HN - Högernia |                       |                    |          |                        |
| \| \| Pos. \| Namn \| Ålder \| \| Klubb \| \| -- \| ---- \| --------------------- \| ------------------ \| \| ---------------------- \| \| 1 \| GK \| Ju Hui (KOR) \| 22 år (1989-11-04) \| \| Colorful Daegu \| \| 2 \| RW \| Woo Sun-hee (KOR) \| 34 år (1978-07-01) \| \| Wonderful Samcheok \| \| 3 \| CB \| Kim On-a (KOR) \| 23 år (1988-09-06) \| \| Incheon Sports Council \| \| 5 \| RW \| Jung Yu-ra (KOR) \| 20 år (1992-02-06) \| \| Colorful Daegu \| \| 7 \| LB \| Gwon Han-na (KOR) \| 22 år (1989-11-22) \| \| Seoul City Handboll \| \| 9 \| P \| Kim Cha-youn (KOR) \| 31 år (1981-02-10) \| \| Omron handball \| \| 10 \| LB \| Lee Mi-gyeong (KOR) \| 20 år (1991-10-02) \| \| Seoul City Handboll \| \| 11 \| RB \| Ryu Eun-hee (KOR) \| 22 år (1990-02-24) \| \| Incheon Sports Council \| \| 12 \| GK \| Moon Kyeong-ha (KOR) \| 32 år (1980-05-29) \| \| GNDC \| \| 13 \| P \| Kim Cheong-shim (KOR) \| 36 år (1976-02-08) \| \| SK Lubricants \| \| 17 \| LB \| Sim Hae-in (KOR) \| 24 år (1987-10-31) \| \| Wonderful Samcheok \| \| 19 \| RB \| Choi Im-jeong (KOR) \| 31 år (1981-02-14) \| \| Colorful Daegu \| \| 20 \| CB \| Jung Ji-hae (KOR) \| 27 år (1985-03-06) \| \| Wonderful Samcheok \| \| 21 \| LW \| Jo Hyo-bi (KOR) \| 21 år (1981-07-15) \| \| Incheon Sports Council \| \| 33 \| LW \| Lee Eun-bi (KOR) \| 21 år (1990-10-23) \| \| BISCO \| | Spelarnas åldrar och klubb per 27 juli 2012.                                                                      |                       |                    |          |                        |
| | Pos. | Namn                  | Ålder              |          | Klubb                  |
| 1 | GK | Ju Hui (KOR)          | 22 år (1989-11-04) | Sydkorea | Colorful Daegu         |
| 2 | RW | Woo Sun-hee (KOR)     | 34 år (1978-07-01) | Sydkorea | Wonderful Samcheok     |
| 3 | CB | Kim On-a (KOR)        | 23 år (1988-09-06) | Sydkorea | Incheon Sports Council |
| 5 | RW | Jung Yu-ra (KOR)      | 20 år (1992-02-06) | Sydkorea | Colorful Daegu         |
| 7 | LB | Gwon Han-na (KOR)     | 22 år (1989-11-22) | Sydkorea | Seoul City Handboll    |
| 9 | P | Kim Cha-youn (KOR)    | 31 år (1981-02-10) | Japan    | Omron handball         |
| 10 | LB | Lee Mi-gyeong (KOR)   | 20 år (1991-10-02) | Sydkorea | Seoul City Handboll    |
| 11 | RB | Ryu Eun-hee (KOR)     | 22 år (1990-02-24) | Sydkorea | Incheon Sports Council |
| 12 | GK | Moon Kyeong-ha (KOR)  | 32 år (1980-05-29) | Sydkorea | GNDC                   |
| 13 | P | Kim Cheong-shim (KOR) | 36 år (1976-02-08) | Sydkorea | SK Lubricants          |
| 17 | LB | Sim Hae-in (KOR)      | 24 år (1987-10-31) | Sydkorea | Wonderful Samcheok     |
| 19 | RB | Choi Im-jeong (KOR)   | 31 år (1981-02-14) | Sydkorea | Colorful Daegu         |
| 20 | CB | Jung Ji-hae (KOR)     | 27 år (1985-03-06) | Sydkorea | Wonderful Samcheok     |
| 21 | LW | Jo Hyo-bi (KOR)       | 21 år (1981-07-15) | Sydkorea | Incheon Sports Council |
| 33 | LW | Lee Eun-bi (KOR)      | 21 år (1990-10-23) | Sydkorea | BISCO                  |

Gruppspel
| Lag       | S | V | O | F | GM  | IM  | MS  | P |
| --------- | - | - | - | - | --- | --- | --- | - |
| Frankrike | 5 | 4 | 1 | 0 | 125 | 103 | +22 | 9 |
| Sydkorea  | 5 | 3 | 1 | 1 | 136 | 130 | +6  | 7 |
| Spanien   | 5 | 3 | 1 | 1 | 119 | 114 | +5  | 7 |
| Norge     | 5 | 2 | 1 | 2 | 118 | 120 | −2  | 5 |
| Danmark   | 5 | 1 | 0 | 4 | 113 | 121 | −8  | 2 |
| Sverige   | 5 | 0 | 0 | 5 | 108 | 131 | −23 | 0 |

|       | 28 juli 2012 | Spanien                               | 27 – 31   | Sydkorea           | Copper Box, London              |                                 |
| 11:15 | 11:15        | Berenguer 7, Gonzalez 5, Franciscan 4 | (12 – 16) | Ryu 9, Jo 5, Kim 4 | Domare: Gubica, Molosevic (CRO) | Domare: Gubica, Molosevic (CRO) |
| 11:15 | 11:15        |                                       |           |                    | Domare: Gubica, Molosevic (CRO) | Domare: Gubica, Molosevic (CRO) |
| 11:15 | 11:15        |                                       |           |                    | Domare: Gubica, Molosevic (CRO) | Domare: Gubica, Molosevic (CRO) |

|       | 30 juli 2012 | Sydkorea | 25–24 | Danmark | Copper Box, London |  |
| 11:15 |              |          |       |         |                    |  |
|       |              |          |       |         |                    |  |
|       |              |          |       |         |                    |  |

|       | 1 augusti 2012 | Norge | 27–27 | Sydkorea | Copper Box, London |  |
| 09:30 |                |       |       |          |                    |  |
|       |                |       |       |          |                    |  |
|       |                |       |       |          |                    |  |

|       | 3 augusti 2012 | Sydkorea | 21–24 | Frankrike | Copper Box, London |  |
| 11:15 |                |          |       |           |                    |  |
|       |                |          |       |           |                    |  |
|       |                |          |       |           |                    |  |

|       | 5 augusti 2012 | Sverige | 28–32 | Sydkorea | Copper Box, London |  |
| 09:30 |                |         |       |          |                    |  |
|       |                |         |       |          |                    |  |
|       |                |         |       |          |                    |  |

Slutspel
|  | Kvartsfinal | Kvartsfinal | Kvartsfinal |    |    | Semifinal | Semifinal | Semifinal |            |            | Final      | Final          | Final |
|  |             |             |             |    |    |           |           |           |            |            |            |                |       |
|  | A1          | Brasilien   | 19          |    |    |           |           |           |            |            |            |                |       |
|  |             |             | 19          |    |    |           |           |           |            |            |            |                |       |
|  | B4          | Norge       | 21          |    |    |           |           |           |            |            |            |                |       |
|  | B4          | Norge       | 21          |    |    | Norge     | 31        |           |            |            |            |                |       |
|  |             |             |             |    |    | Norge     | 31        |           |            |            |            |                |       |
|  |             |             | Sydkorea    | 25 |    |           |           |           |            |            |            |                |       |
|  | A3          | Ryssland    | Sydkorea    | 25 | 23 |           |           |           |            |            |            |                |       |
|  | A3          | Ryssland    |             |    | 23 |           |           |           |            |            |            |                |       |
|  | B2          | Sydkorea    | 24          |    |    |           |           |           |            |            |            |                |       |
|  |             |             |             |    |    |           |           |           |            |            | Norge      | 26             |       |
|  |             |             |             |    |    |           |           |           |            |            | Montenegro | 23             |       |
|  | A2          | Kroatien    | 22          |    |    |           |           |           |            |            |            |                |       |
|  | A2          | Kroatien    | 22          |    |    |           |           |           |            |            |            |                |       |
|  | B3          | Spanien     | 25          |    |    |           |           |           |            |            |            |                |       |
|  | B3          | Spanien     | 25          |    |    | Spanien   | 26        |           | Bronsmatch | Bronsmatch | Bronsmatch |                |       |
|  |             |             |             |    |    | Spanien   | 26        |           | Bronsmatch | Bronsmatch | Bronsmatch |                |       |
|  |             |             | Montenegro  | 27 |    |           |           |           |            |            |            |                |       |
|  | A4          | Montenegro  | Montenegro  | 27 | 23 |           |           | Sydkorea  | 29         |            |            |                |       |
|  | A4          | Montenegro  |             |    | 23 |           |           | Sydkorea  | 29         |            |            |                |       |
|  | B1          | Frankrike   | 22          |    |    |           |           |           |            |            |            | Spanien (e fl) | 31    |
|  |             |             |             |    |    |           |           |           |            |            |            |                |       |

Herrar
| \| \| Pos. \| Namn \| Ålder \| \| Klubb \| \| -- \| ---- \| --------------------- \| ------------------ \| \| --------------------- \| \| 1 \| MV \| Lee Chang-woo (KOR) \| 29 år (1983-05-12) \| \| Chungnam SC \| \| 12 \| MV \| Park Chan-young (KOR) \| 29 år (1983-01-26) \| \| Doosan \| \| 2 \| MN \| Jeong Yi-kyeong (KOR) \| 27 år (1985-02-28) \| \| Doosan \| \| 5 \| MS \| Park Kyung-suk (KOR) \| 31 år (1981-04-25) \| \| Chungnam SC \| \| 7 \| HS \| Jung Su-young (KOR) \| 26 år (1985-10-17) \| \| Korosa \| \| 8 \| MS \| Park Jung-geu (KOR) \| 28 år (1983-11-02) \| \| KHF \| \| 11 \| VS \| Lim Duk-jun (KOR) \| 31 år (1980-08-30) \| \| Doosan \| \| 13 \| HN \| Lee Jae-woo (KOR) \| 32 år (1979-09-28) \| \| Doosan \| \| 17 \| HS \| Yu Dong-geun (KOR) \| 26 år (1985-09-03) \| \| Incheon SC \| \| 19 \| VS \| Jeong Han (KOR) \| 24 år (1988-05-17) \| \| Incheon SC \| \| 20 \| VN \| Paek Won-chul (KOR) \| 35 år (1977-01-10) \| \| Korosa \| \| 22 \| VN \| Ko Kyung-soo (KOR) \| 27 år (1985-02-05) \| \| Chungnam SC \| \| 33 \| MN \| Eom Hyo-won (KOR) \| 25 år (1986-12-12) \| \| Korea Armed Forces AC \| \| 77 \| HN \| Yoon Kyung-shin (KOR) \| 39 år (1973-07-07) \| \| KHF \| | Förbundskapten: Hong Gi-il                                                                                        |                       |                    |          |                       |
| \| \| Pos. \| Namn \| Ålder \| \| Klubb \| \| -- \| ---- \| --------------------- \| ------------------ \| \| --------------------- \| \| 1 \| MV \| Lee Chang-woo (KOR) \| 29 år (1983-05-12) \| \| Chungnam SC \| \| 12 \| MV \| Park Chan-young (KOR) \| 29 år (1983-01-26) \| \| Doosan \| \| 2 \| MN \| Jeong Yi-kyeong (KOR) \| 27 år (1985-02-28) \| \| Doosan \| \| 5 \| MS \| Park Kyung-suk (KOR) \| 31 år (1981-04-25) \| \| Chungnam SC \| \| 7 \| HS \| Jung Su-young (KOR) \| 26 år (1985-10-17) \| \| Korosa \| \| 8 \| MS \| Park Jung-geu (KOR) \| 28 år (1983-11-02) \| \| KHF \| \| 11 \| VS \| Lim Duk-jun (KOR) \| 31 år (1980-08-30) \| \| Doosan \| \| 13 \| HN \| Lee Jae-woo (KOR) \| 32 år (1979-09-28) \| \| Doosan \| \| 17 \| HS \| Yu Dong-geun (KOR) \| 26 år (1985-09-03) \| \| Incheon SC \| \| 19 \| VS \| Jeong Han (KOR) \| 24 år (1988-05-17) \| \| Incheon SC \| \| 20 \| VN \| Paek Won-chul (KOR) \| 35 år (1977-01-10) \| \| Korosa \| \| 22 \| VN \| Ko Kyung-soo (KOR) \| 27 år (1985-02-05) \| \| Chungnam SC \| \| 33 \| MN \| Eom Hyo-won (KOR) \| 25 år (1986-12-12) \| \| Korea Armed Forces AC \| \| 77 \| HN \| Yoon Kyung-shin (KOR) \| 39 år (1973-07-07) \| \| KHF \| | Positioner: MV - Målvakt VS - Vänstersexa VN - Vänsternia MS - Mittsexa MN - Mittnia HS - Högersexa HN - Högernia |                       |                    |          |                       |
| \| \| Pos. \| Namn \| Ålder \| \| Klubb \| \| -- \| ---- \| --------------------- \| ------------------ \| \| --------------------- \| \| 1 \| MV \| Lee Chang-woo (KOR) \| 29 år (1983-05-12) \| \| Chungnam SC \| \| 12 \| MV \| Park Chan-young (KOR) \| 29 år (1983-01-26) \| \| Doosan \| \| 2 \| MN \| Jeong Yi-kyeong (KOR) \| 27 år (1985-02-28) \| \| Doosan \| \| 5 \| MS \| Park Kyung-suk (KOR) \| 31 år (1981-04-25) \| \| Chungnam SC \| \| 7 \| HS \| Jung Su-young (KOR) \| 26 år (1985-10-17) \| \| Korosa \| \| 8 \| MS \| Park Jung-geu (KOR) \| 28 år (1983-11-02) \| \| KHF \| \| 11 \| VS \| Lim Duk-jun (KOR) \| 31 år (1980-08-30) \| \| Doosan \| \| 13 \| HN \| Lee Jae-woo (KOR) \| 32 år (1979-09-28) \| \| Doosan \| \| 17 \| HS \| Yu Dong-geun (KOR) \| 26 år (1985-09-03) \| \| Incheon SC \| \| 19 \| VS \| Jeong Han (KOR) \| 24 år (1988-05-17) \| \| Incheon SC \| \| 20 \| VN \| Paek Won-chul (KOR) \| 35 år (1977-01-10) \| \| Korosa \| \| 22 \| VN \| Ko Kyung-soo (KOR) \| 27 år (1985-02-05) \| \| Chungnam SC \| \| 33 \| MN \| Eom Hyo-won (KOR) \| 25 år (1986-12-12) \| \| Korea Armed Forces AC \| \| 77 \| HN \| Yoon Kyung-shin (KOR) \| 39 år (1973-07-07) \| \| KHF \| | Spelarnas åldrar och klubb per 27 juli 2012.                                                                      |                       |                    |          |                       |
| | Pos. | Namn                  | Ålder              |          | Klubb                 |
| 1 | MV | Lee Chang-woo (KOR)   | 29 år (1983-05-12) | Sydkorea | Chungnam SC           |
| 12 | MV | Park Chan-young (KOR) | 29 år (1983-01-26) | Sydkorea | Doosan                |
| 2 | MN | Jeong Yi-kyeong (KOR) | 27 år (1985-02-28) | Sydkorea | Doosan                |
| 5 | MS | Park Kyung-suk (KOR)  | 31 år (1981-04-25) | Sydkorea | Chungnam SC           |
| 7 | HS | Jung Su-young (KOR)   | 26 år (1985-10-17) | Sydkorea | Korosa                |
| 8 | MS | Park Jung-geu (KOR)   | 28 år (1983-11-02) | Sydkorea | KHF                   |
| 11 | VS | Lim Duk-jun (KOR)     | 31 år (1980-08-30) | Sydkorea | Doosan                |
| 13 | HN | Lee Jae-woo (KOR)     | 32 år (1979-09-28) | Sydkorea | Doosan                |
| 17 | HS | Yu Dong-geun (KOR)    | 26 år (1985-09-03) | Sydkorea | Incheon SC            |
| 19 | VS | Jeong Han (KOR)       | 24 år (1988-05-17) | Sydkorea | Incheon SC            |
| 20 | VN | Paek Won-chul (KOR)   | 35 år (1977-01-10) | Sydkorea | Korosa                |
| 22 | VN | Ko Kyung-soo (KOR)    | 27 år (1985-02-05) | Sydkorea | Chungnam SC           |
| 33 | MN | Eom Hyo-won (KOR)     | 25 år (1986-12-12) | Sydkorea | Korea Armed Forces AC |
| 77 | HN | Yoon Kyung-shin (KOR) | 39 år (1973-07-07) | Sydkorea | KHF                   |

Gruppspel
| Lag      | S | V | O | F | GM  | IM  | MS  | P  |
| -------- | - | - | - | - | --- | --- | --- | -- |
| Kroatien | 5 | 5 | 0 | 0 | 150 | 109 | +41 | 10 |
| Danmark  | 5 | 4 | 0 | 1 | 124 | 129 | −5  | 8  |
| Spanien  | 5 | 3 | 0 | 2 | 140 | 126 | +14 | 6  |
| Ungern   | 5 | 2 | 0 | 3 | 114 | 128 | −14 | 4  |
| Serbien  | 5 | 1 | 0 | 4 | 120 | 131 | −11 | 2  |
| Sydkorea | 5 | 0 | 0 | 5 | 115 | 140 | −25 | 0  |

|  | 29 juli | Kroatien | 31 – 21 | Sydkorea | Copper Box, London |  |
|  |         |          |         |          |                    |  |
|  |         |          |         |          |                    |  |

|  | 31 juli | Sydkorea | 19 – 22 | Ungern | Copper Box, London |  |
|  |         |          |         |        |                    |  |
|  |         |          |         |        |                    |  |

|  | 2 augusti | Spanien | 33 – 29 | Sydkorea | Copper Box, London |  |
|  |           |         |         |          |                    |  |
|  |           |         |         |          |                    |  |

|  | 4 augusti | Sydkorea | 22 – 28 | Serbien | Copper Box, London |  |
|  |           |          |         |         |                    |  |
|  |           |          |         |         |                    |  |

|  | 6 augusti | Danmark | 26 – 24 | Sydkorea | Copper Box, London |  |
|  |           |         |         |          |                    |  |
|  |           |         |         |          |                    |  |

## Judo
Damer
| Idrottare       | Gren                     | Sextondelsfinal             | Åttondelsfinal                | Kvartsfinal                 | Semifinal                 | Återkval                | Bronsmatch                  | Final                | Final            |
| Idrottare       | Gren                     | Motståndare Resultat        | Motståndare Resultat          | Motståndare Resultat        | Motståndare Resultat      | Motståndare Resultat    | Motståndare Resultat        | Motståndare Resultat | Placering        |
| --------------- | ------------------------ | --------------------------- | ----------------------------- | --------------------------- | ------------------------- | ----------------------- | --------------------------- | -------------------- | ---------------- |
| Chung Jung-yeon | Extra lättvikt (-48 kg)  | bye                         | van Snick (BEL) L 0000–1000   | Gick inte vidare            | Gick inte vidare          | Gick inte vidare        | Gick inte vidare            | Gick inte vidare     | Gick inte vidare |
| Kim Kyung-ok    | Halv lättvikt (-52 kg)   | bye                         | Miranda (BRA) W 1012–0001     | Forciniti (ITA) L 0001–0001 | Gick inte vidare          | Gneto (FRA) L 0002–0021 | Gick inte vidare            | Gick inte vidare     | Gick inte vidare |
| Kim Jan-di      | Lättvikt (-57 kg)        | Dorjsüren (MGL) W 0001–0001 | Quintavalle (ITA) L 0002–1011 | Gick inte vidare            | Gick inte vidare          | Gick inte vidare        | Gick inte vidare            | Gick inte vidare     | Gick inte vidare |
| Joung Da-woon   | Halv mellanvikt (-63 kg) | bye                         | Yusubova (AZE) W 1000–0000    | Ueno (JPN) W 0020–0002      | Xu L (CHN) L 0002–0011    | bye                     | Émane (FRA) L 0000–0000 YUS | Gick inte vidare     | 5                |
| Hwang Ye-sul    | Mellanvikt (-70 kg)      | Barbieri (ITA) W 0102–0001  | Robra (SUI) W 0011–0002       | Sraka (SLO) W 1000–0001     | Décosse (FRA) L 0000–0001 | bye                     | Bosch (NED) L 0011–0011 YUS | Gick inte vidare     | 5                |
| Jeong Gyeong-mi | Halv tungvikt (-78 kg)   | Ogata (JPN) L 0002–0010     | Gick inte vidare              | Gick inte vidare            | Gick inte vidare          | Gick inte vidare        | Gick inte vidare            | Gick inte vidare     | Gick inte vidare |
| Kim Na-Young    | Tungvikt (+78 kg)        | bye                         | Issanova (KAZ) L 0012–0012+   | Gick inte vidare            | Gick inte vidare          | Gick inte vidare        | Gick inte vidare            | Gick inte vidare     | Gick inte vidare |

Herrar
| Idrottare        | Gren                     | 32-delsfinal                   | Sextondelsfinal              | Åttondelsfinal              | Kvartsfinal                     | Semifinal                    | Återkval                  | Bronsmatch                | Final                      | Final     |
| Idrottare        | Gren                     | Motståndare Resultat           | Motståndare Resultat         | Motståndare Resultat        | Motståndare Resultat            | Motståndare Resultat         | Motståndare Resultat      | Motståndare Resultat      | Motståndare Resultat       | Placering |
| ---------------- | ------------------------ | ------------------------------ | ---------------------------- | --------------------------- | ------------------------------- | ---------------------------- | ------------------------- | ------------------------- | -------------------------- | --------- |
| Choi Gwang-hyeon | Extra lättvikt (-60 kg)  | bye                            | Chammartin (SUI) W 0001–0000 | Jokinen (FIN) W 0010–0000   | Galstjan (RUS) L 0001–0001 YUS  | Gick inte vidare             | Kitadai (BRA) L 0001–0011 | Gick inte vidare          | Gick inte vidare           | 7         |
| Cho Jun-ho       | Halv lättvikt (-66 kg)   | bye                            | Drebot (UKR) W 0011–0002     | Farmonov (UZB) W 0011–0001  | Ebinuma (JPN) L 0001–0001 YUS   | Did not advance              | Oates (GBR) W 0021–0002   | Uriarte (ESP) W 0000–0001 | Gick inte vidare           | 3         |
| Wang Ki-chun     | Lättvikt (-73 kg)        | Tatalashvili (GEO) W 0001–0000 | Ibragimov (KAZ) W 1001–0000  | Ježek (CZE) W 0010–0001     | Delpopolo (USA) W 0000–0000 YUS | Isajev (RUS) L 0002–0011     | bye                       | Legrand (FRA) L 0001–0101 | Gick inte vidare           | 5         |
| Kim Jae-bum      | Halv mellanvikt (-81 kg) | bye                            | Imamov (UZB) W 0010–0001     | Csoknyai (HUN) W 0010–0002  | Lucenti (ARG) W 0100–0003       | Nifontov (RUS) W 0100–0001   | bye                       | bye                       | Bischof (GER) W 0020–0001  | 1         |
| Song Dae-nam     | Mellanvikt (-90 kg)      | i.u.                           | Romero (URU) W 1001–0000     | Mammadov (AZE) W 0011–0000  | Nishiyama (JPN) W 0111–0101     | Camilo (BRA) W 0112–0012     | bye                       | bye                       | González (CUB) W 0101–0001 | 1         |
| Hwang Hee-tae    | Halv tungvikt (-100 kg)  | i.u.                           | Mekić (BIH) W 0021–0002      | Bloshenko (UKR) W 1001–0000 | Gasimov (AZE) W 0021–0002       | Naidangiin (MGL) L 0001–0010 | bye                       | Grol (NED) L 0000–0100    | Gick inte vidare           | 5         |
| Kim Sung-min     | Tungvikt (+100 kg)       | i.u.                           | Hoshina (PHI) W 0100–0000    | Ceraj (SLO) W 0020–0001     | Makarau (BLR) W 0011–0002       | Riner (FRA) L 0003–0100      | bye                       | Silva (BRA) L 0000–0100   | Gick inte vidare           | 5         |

## Konstsim
| Idrottare                  | Gren           | Teknisk rutin | Teknisk rutin | Fri rutin (inledande) | Fri rutin (inledande)  | Fri rutin (inledande) | Fri rutin (final) | Fri rutin (final)      | Fri rutin (final) |
| Idrottare                  | Gren           | Poäng         | Placering     | Poäng                 | Totalt (teknisk + fri) | Placering             | Placering         | Totalt (teknisk + fri) | Placering         |
| -------------------------- | -------------- | ------------- | ------------- | --------------------- | ---------------------- | --------------------- | ----------------- | ---------------------- | ----------------- |
| Park Hyun-ha Park Hyun-sun | Damernas duett | 86.700        | 13            | 87.460                | 174.160                | 12 Q                  | 87.250            | 173.950                | 12                |

## Landhockey

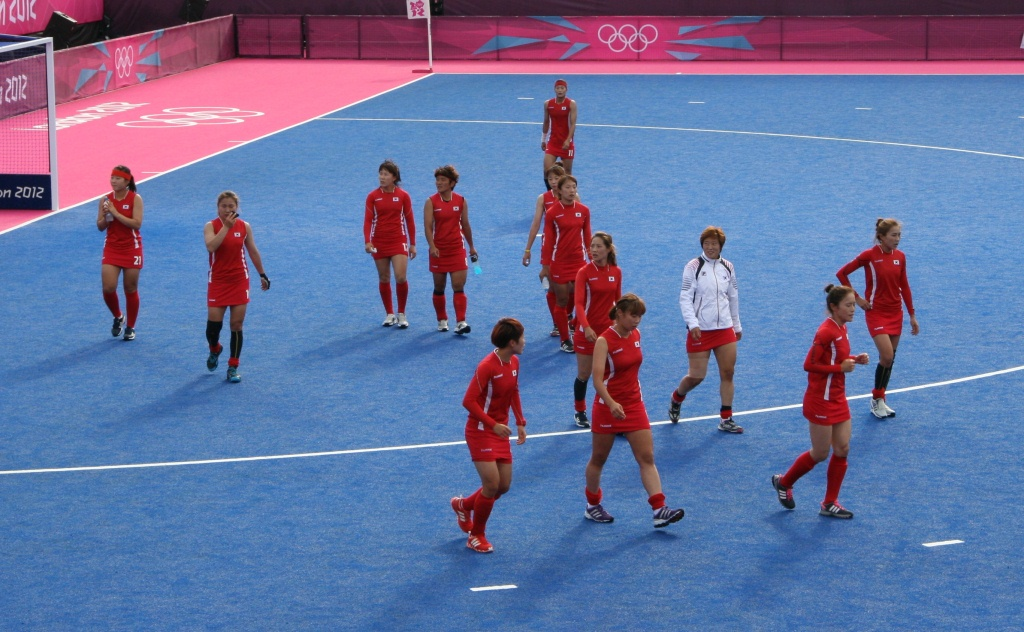
Sydkoreas damlag före matchen mot hemmalaget Storbritannien

Damer
Coach: 
| 1. Moon Young-hui (MV) 2. Kim Young-ran 3. Cha Se-na 4. Park Seon-mi 5. Lee Seon-ok (C) 6. Park Mi-hyun 7. Han Hye-lyoung 8. Kim Jong-hee | 1. Kim Jong-eun 2. Kim Da-rae 3. Cheon Seul-ki 4. Jeon Yu-mi 5. Kim Ok-ju 6. Park Ki-ju 7. Jang Soo-ji (MV) 8. Cheon Eun-bi |  |

Reserver:
- Cho Eun-ji
- Hong Yoo-jin

Gruppspel
| Nr | Lag            | S | V | O | F | GM | IM | MS | P  |
| -- | -------------- | - | - | - | - | -- | -- | -- | -- |
| 1  | Nederländerna  | 5 | 5 | 0 | 0 | 12 | 5  | +7 | 15 |
| 2  | Storbritannien | 5 | 3 | 0 | 2 | 14 | 7  | +7 | 9  |
| 3  | Kina           | 5 | 2 | 1 | 2 | 6  | 3  | +3 | 7  |
| 4  | Sydkorea       | 5 | 2 | 0 | 3 | 7  | 12 | −5 | 6  |
| 5  | Japan          | 5 | 1 | 1 | 3 | 4  | 9  | −5 | 4  |
| 6  | Belgien        | 5 | 0 | 2 | 3 | 2  | 10 | −8 | 2  |

Herrar
Coach: Cho Myung-jun
| 1. Lee Myung-ho 2. Jang Jong-hyun 3. Oh Dae-keun 4. Lee Nam-yong 5. Seo Jong-ho 6. Lee Seung-il 7. Yoon Sung-hoon 8. You Hyo-sik | 1. Yeo Woon-kon 2. Kang Moon-kweon 3. Hyun Hye-sung 4. Cha Jong-bok 5. Hong Eun-seong 6. Kim Young-jin 7. Kang Moon-kyu 8. Nam Hyun-woo |

Reserver:
- Cho Suk-hoon
- Kim Jae-hyeon

Gruppspel
| Nr | Lag           | S | V | O | F | GM | IM | MS  | P  |
| -- | ------------- | - | - | - | - | -- | -- | --- | -- |
| 1  | Nederländerna | 5 | 5 | 0 | 0 | 18 | 7  | +11 | 15 |
| 2  | Tyskland      | 5 | 3 | 1 | 1 | 14 | 11 | +3  | 10 |
| 3  | Belgien       | 5 | 2 | 1 | 2 | 8  | 7  | +1  | 7  |
| 4  | Sydkorea      | 5 | 2 | 0 | 3 | 9  | 8  | +1  | 6  |
| 5  | Nya Zeeland   | 5 | 1 | 2 | 2 | 10 | 14 | −4  | 5  |
| 6  | Indien        | 5 | 0 | 0 | 5 | 6  | 18 | −12 | 0  |

## Modern femkamp
| Idrottare     | Gren   | Fäktning (värja) | Fäktning (värja) | Fäktning (värja) | Simning (200 m frisim) | Simning (200 m frisim) | Simning (200 m frisim) | Ridsport (hästhoppning) | Ridsport (hästhoppning) | Ridsport (hästhoppning) | Kombinerat: skytte/löpning (10 m luftpistol)/(3000 m) | Kombinerat: skytte/löpning (10 m luftpistol)/(3000 m) | Kombinerat: skytte/löpning (10 m luftpistol)/(3000 m) | Totalpoäng | Slutpoäng |
| Idrottare     | Gren   | Resultat         | Placering        | MF-poäng         | Tid                    | Placering              | MF-poäng               | Straff                  | Placering               | MF-poäng                | Tid                                                   | Placering                                             | MF-poäng                                              | Totalpoäng | Slutpoäng |
| ------------- | ------ | ---------------- | ---------------- | ---------------- | ---------------------- | ---------------------- | ---------------------- | ----------------------- | ----------------------- | ----------------------- | ----------------------------------------------------- | ----------------------------------------------------- | ----------------------------------------------------- | ---------- | --------- |
| Yang Soo-jin  | Damer  | 14–21            | =28              | 736              | 2.17,93                | 15                     | 1148                   | 80                      | 21                      | 1120                    | 12.40,71                                              | 24                                                    | 1960                                                  | 4964       | 24        |
| Hwang Woo-jin | Herrar | 14–21            | =29              | 736              | 2.01,14                | 5                      | 1348                   | 364                     | 34                      | 736                     | 12.08,88                                              | 35                                                    | 2088                                                  | 4908       | 34        |
| Jung Jin-hwa  | Herrar | 16–19            | =20              | 784              | 2.00,25                | 4                      | 1360                   | 40                      | 9                       | 1160                    | 10.57,07                                              | 19                                                    | 2372                                                  | 5676       | 11        |

## Rodd
Damer
| Idrottare                 | Gren                    | Heat    | Heat      | Återkval | Återkval  | Kvartsfinal | Kvartsfinal | Semifinal | Semifinal | Final   | Final     | Final |
| Idrottare                 | Gren                    | Tid     | Placering | Tid      | Placering | Tid         | Placering   | Tid       | Placering | Tid     | Placering |       |
| ------------------------- | ----------------------- | ------- | --------- | -------- | --------- | ----------- | ----------- | --------- | --------- | ------- | --------- | ----- |
| Kim Ye-ji                 | Singelsculler           | 8.04,68 | 6 R       | 7.50,64  | 1 QF      | 8.00,26     | 4 SC/D      | 7.59,78   | 4 FD      | 8.32,57 | 19        |       |
| Kim Myeong-sin KIm Sol-ji | Lättvikts-dubbelsculler | 7.31,98 | 4 R       | 7.27,95  | 4 FC      | i.u.        | i.u.        | bye       | bye       | 7.44,03 | 14        |       |

Herrar
| Idrottare     | Gren          | Heat    | Heat      | Återkval | Återkval  | Kvartsfinal | Kvartsfinal | Semifinal | Semifinal | Final   | Final     | Final |
| Idrottare     | Gren          | Tid     | Placering | Tid      | Placering | Tid         | Placering   | Tid       | Placering | Tid     | Placering |       |
| ------------- | ------------- | ------- | --------- | -------- | --------- | ----------- | ----------- | --------- | --------- | ------- | --------- | ----- |
| Kim Dong-yong | Singelsculler | 7.05,24 | 4 R       | 7.03,91  | 2 QF      | 7.16,12     | 5 SC/D      | 7.48,09   | 4 FD      | 7.27,94 | 21        |       |

## Segling
Herrar
| Seglare                   | Gren  | Lopp | Lopp | Lopp | Lopp | Lopp | Lopp   | Lopp   | Lopp | Lopp | Lopp | Lopp | Summerad poäng | Finalplacering |
| Seglare                   | Gren  | 1    | 2    | 3    | 4    | 5    | 6      | 7      | 8    | 9    | 10   | M*   | Summerad poäng | Finalplacering |
| ------------------------- | ----- | ---- | ---- | ---- | ---- | ---- | ------ | ------ | ---- | ---- | ---- | ---- | -------------- | -------------- |
| Lee Tae-hoon              | RS:X  | 8    | 6    | 21   | 17   | 25   | 9      | 21     | 13   | 31   | 19   | EL   | 139            | 15             |
| Ha Jee-min                | Laser | 8    | 9    | 15   | 14   | 36   | 50 DNF | 50 DSQ | 28   | 12   | 17   | EL   | 188            | 24             |
| Cho Sung-min Park Gun-woo | 470   | 23   | 14   | 15   | 24   | 20   | 25     | 20     | 8    | 24   | 21   | EL   | 169            | 22             |

M = Medaljlopp; EL = Eliminerad – gick inte vidare till medaljloppet;

## Simhopp
Damer
| Idrottare | Gren | Kval   | Kval      | Semifinal        | Semifinal        | Final            | Final            |
| Idrottare | Gren | Poäng  | Placering | Poäng            | Placering        | Poäng            | Placering        |
| --------- | ---- | ------ | --------- | ---------------- | ---------------- | ---------------- | ---------------- |
| Kim Su-ji | 10 m | 215,75 | 26        | Gick inte vidare | Gick inte vidare | Gick inte vidare | Gick inte vidare |

Herrar
| Idrottare  | Gren | Kval   | Kval      | Semifinal        | Semifinal        | Final            | Final            |
| Idrottare  | Gren | Poäng  | Placering | Poäng            | Placering        | Poäng            | Placering        |
| ---------- | ---- | ------ | --------- | ---------------- | ---------------- | ---------------- | ---------------- |
| Park Ji-ho | 10 m | 370,50 | 26        | Gick inte vidare | Gick inte vidare | Gick inte vidare | Gick inte vidare |

## Taekwondo
| Idrottare        | Gren             | Åttondelsfinaler        | Kvartsfinaler             | Semifinaer            | Återkval             | Bronsmatch               | Final                 | Final            |
| Idrottare        | Gren             | Motståndare Resultat    | Motståndare Resultat      | Motståndare Resultat  | Motståndare Resultat | Motståndare Resultat     | Motståndare Resultat  | Placering        |
| ---------------- | ---------------- | ----------------------- | ------------------------- | --------------------- | -------------------- | ------------------------ | --------------------- | ---------------- |
| Lee Dae-hoon     | Herrarnas −58 kg | Karaket (THA) W 8–7 SDP | Bayoumi (EGY) W 11–10 SDP | Denisenko (RUS) W 7–6 | Bye                  | Bye                      | González (ESP) L 8–17 | 2                |
| Cha Dong-min     | Herrarnas +80 kg | Trajkovic (SLO) W 9–4   | Tanrıkulu (TUR) L 1–4     | Gick inte vidare      | Gick inte vidare     | Gick inte vidare         | Gick inte vidare      | Gick inte vidare |
| Hwang Kyung-seon | Damernas −67 kg  | Gbagbi (CIV) W 4–1      | Fromm (GER) W 8–4         | Anić (SLO) W 7–0      | Bye                  | Bye                      | Tatar (TUR) W 12–5    | 1                |
| Lee In-jong      | Damernas +67 kg  | Falavigna (BRA) W 13–9  | Graffe (FRA) L 4–7        | Gick inte vidare      | Mamatova (UZB) W 8–1 | Barysjnikova (RUS) L 6–7 | Gick inte vidare      | 5                |

## Triathlon
| Triathlet  | Gren                | Simning (1,5 km) | T1   | Cykling (40 km) | T2   | Löpning (10 km) | Total tid | Placering |
| ---------- | ------------------- | ---------------- | ---- | --------------- | ---- | --------------- | --------- | --------- |
| Heo Min-ho | Herrarnas triathlon | 18.02            | 0.38 | 59.46           | 0.28 | 35.36           | 1:54.30   | 54        |